# Rétromobile 2020
Édition du salon Rétromobile par année
- 2016
- 2017
- 2018
- 2019
- 2020
- 2021
- 2022
- 2023
- 2024

Rétromobile 2020 est la 45e édition du salon Rétromobile consacré aux voitures anciennes et à l’ensemble des thèmes de la voiture de collection. Il se tient au Parc des expositions de la Porte de Versailles à Paris, en France.

## Présentation
Pour cette 45e édition, le salon s'étend sur 72 000 m2 d’exposition du Palais d'exposition de Paris réparti sur 3 pavillons (1, 2 et 3), et reçoit 620 exposants, plus de 1 000 véhicules et 120 clubs.

### Hommage

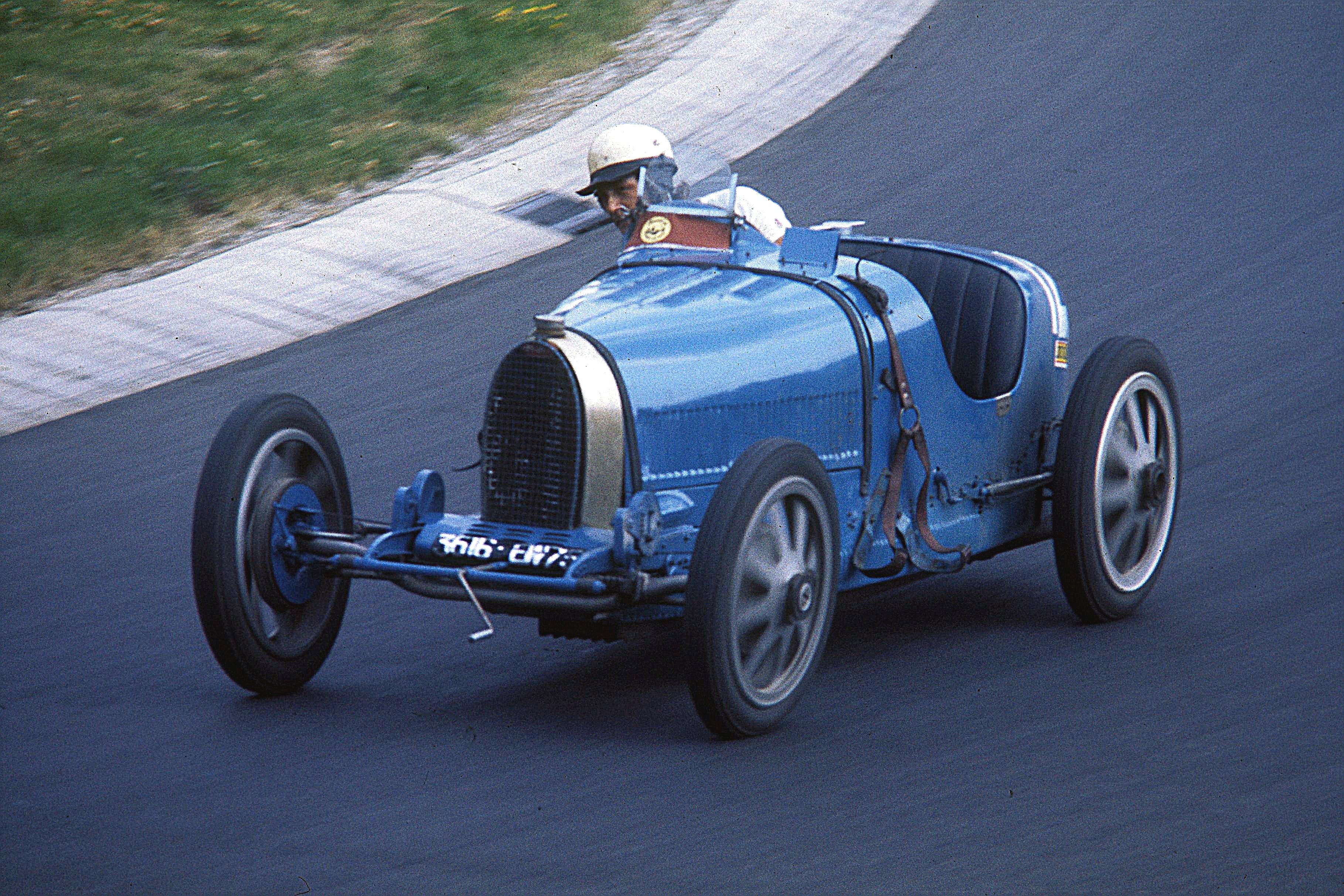
Marc Nicolosi en 1976, au volant d'une Bugatti Type 30

Cette édition rend hommage à Marc Nicolosi, mort en novembre 2019, qui a créé Rétromobile en 1976 et l'a dirigé jusqu'en 2003.

### Dates et fréquentation
La quarante-cinquième édition du salon Rétromobile est programmée du mercredi 5 au dimanche 9 février 2020.

## Événements
Le salon automobile parisien innove cette année avec l'organisation de courses de voitures à pédales pour les enfants, en partenariat avec Motul. Un parcours extérieur est installé au Pavillon 3 accueillant huit voitures à pédales en forme de bidons de lubrifiant de la marque.

## Anniversaires

### 125 ans de Škoda
Le constructeur tchèque, né Laurin & Klement en 1895, célèbre ses 125 ans à l'occasion du salon Rétromobile 2020.

Exposition des 125 ans de Škoda
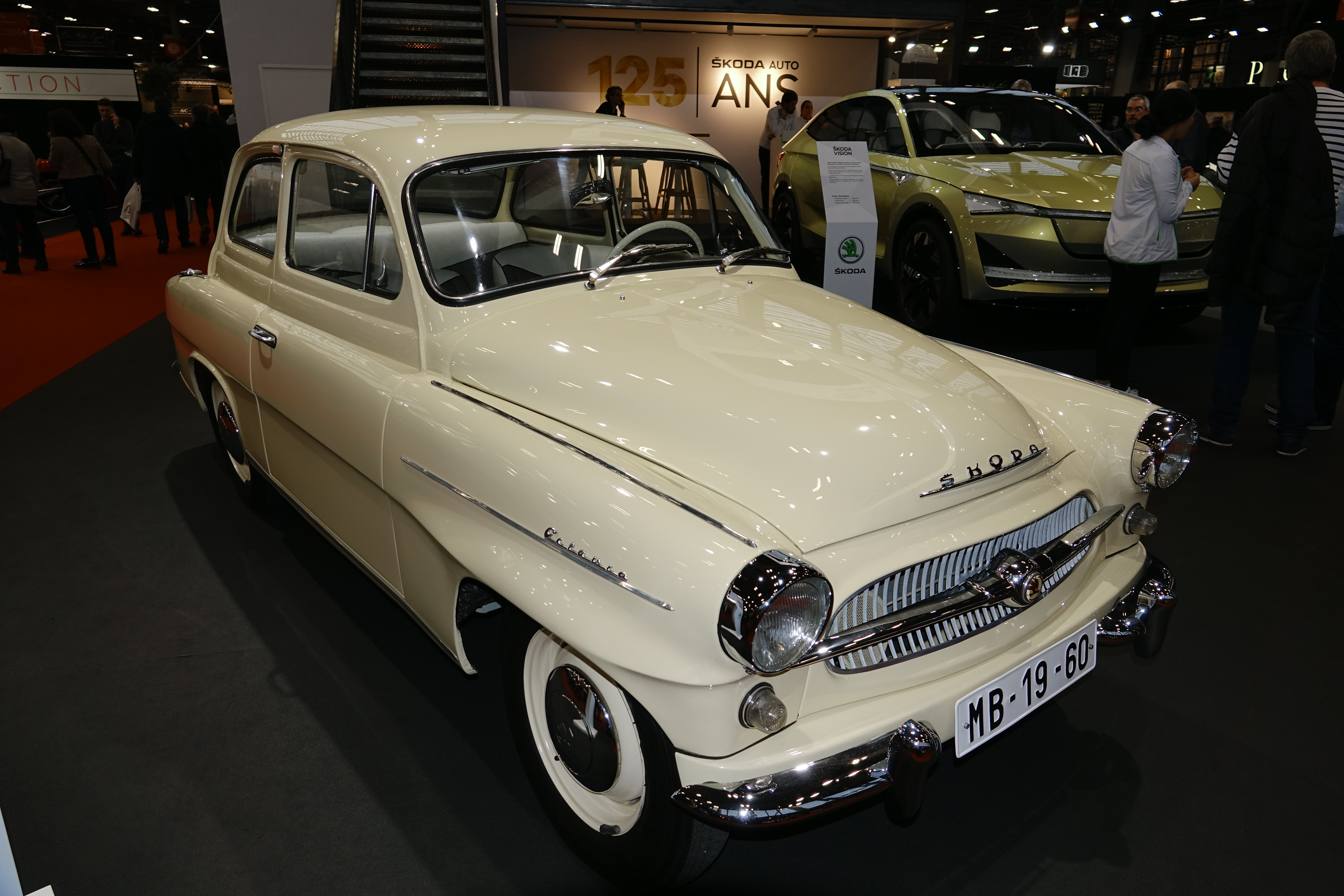
Škoda Octavia
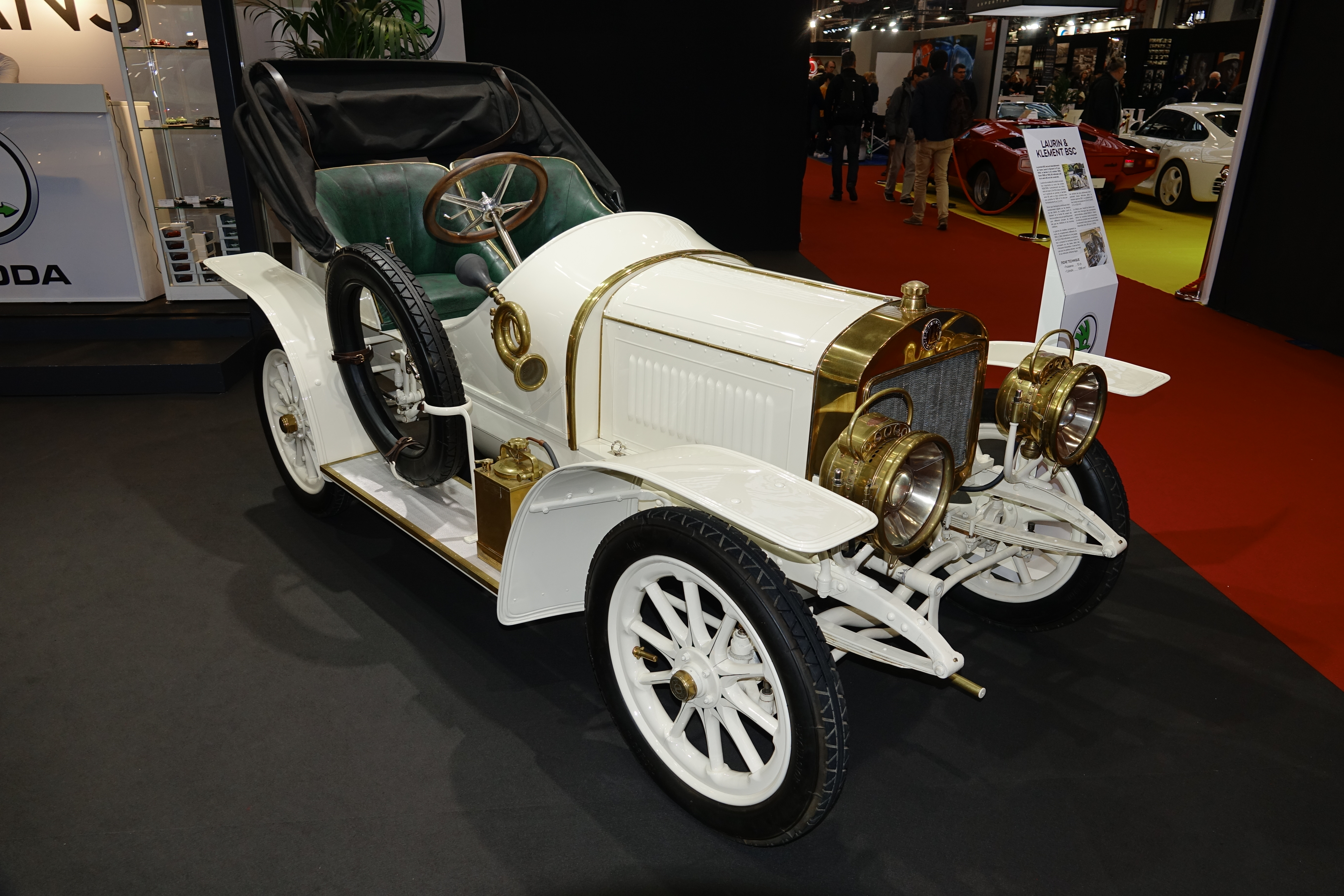
Laurin & Klément BSC
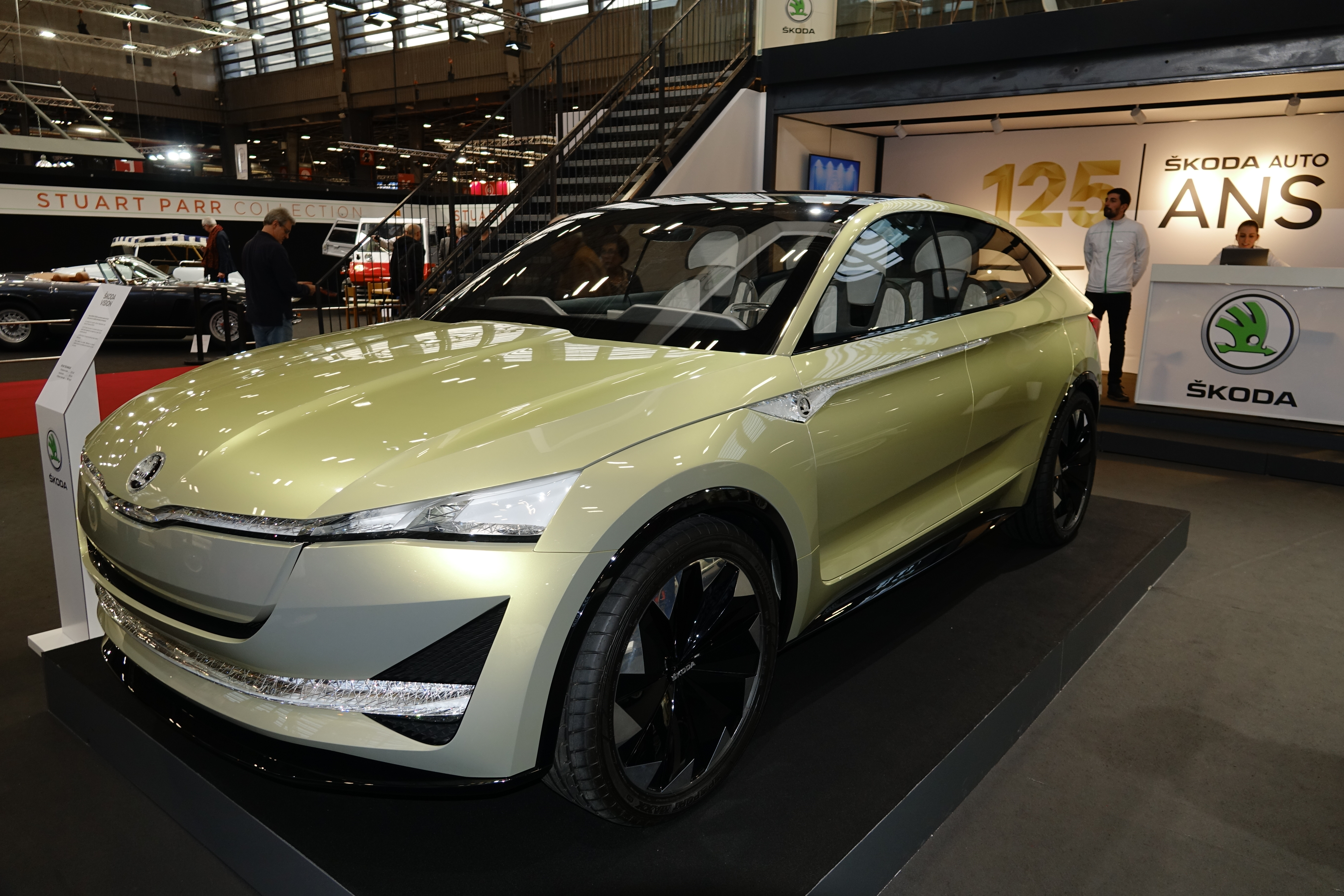
Škoda Vision

### 110 ans d'Alfa Romeo
Le groupe Fiat Chrysler Automobiles fête les 110 ans de sa marque Alfa Romeo qui expose :
- une Alfa Romeo 24 HP de 1910
- une Alfa Romeo 6C 1500 SS de 1928.

### 60 ans de la Peugeot 404
Le constructeur français Peugeot célèbre les 60 ans de la 404 commercialisée à partir du 10 mai 1960.

### 50 ans de la Citroën GS

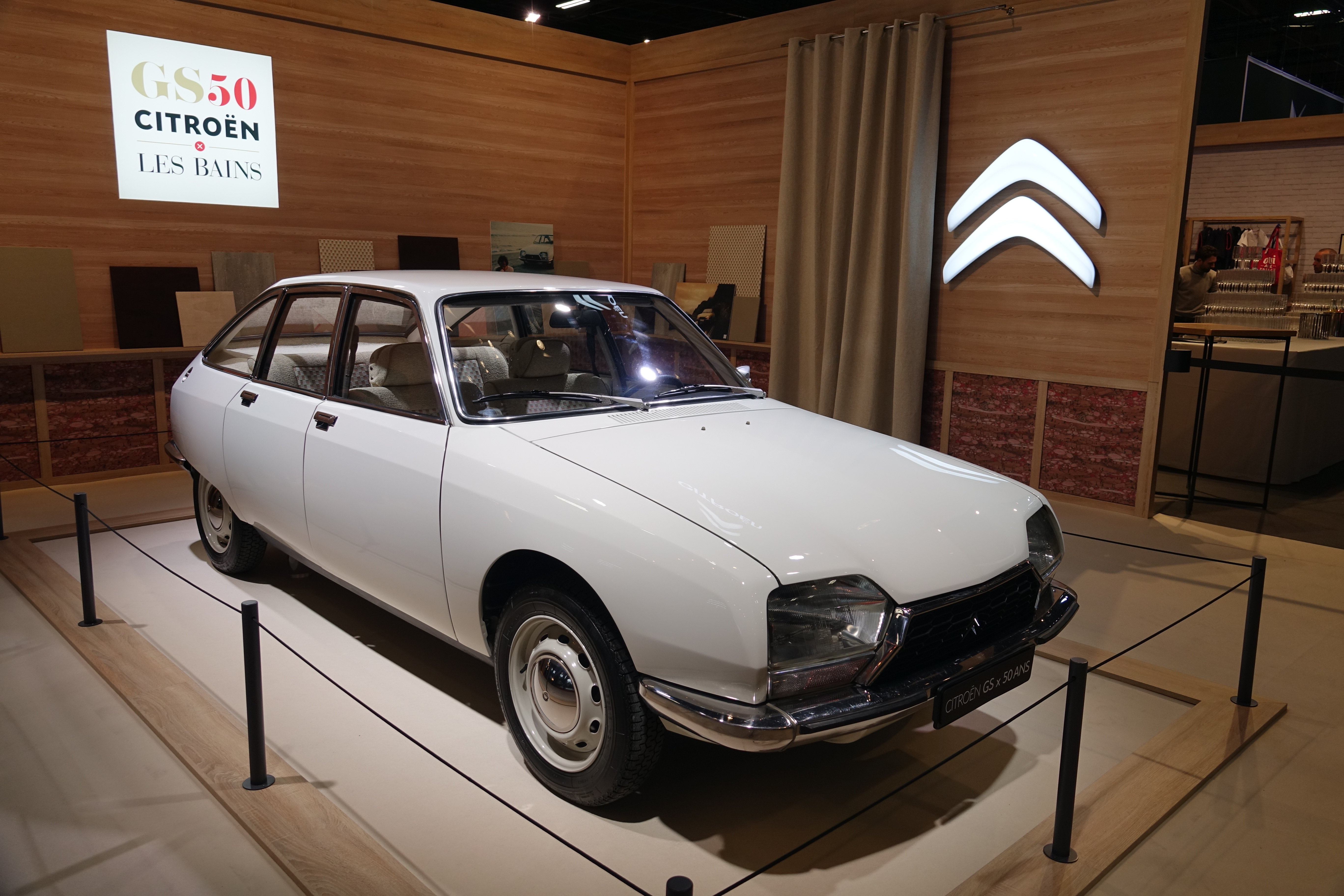
50 ans de la GS

Après avoir fêté son centenaire en 2019 à Rétromobile, Citroën célèbre le cinquantenaire de la GS produite à plus de 1,89 million d'exemplaires depuis 1970 (2,4 millions en intégrant la GSA présentée en 1980).

### 40 ans de la Fiat Panda
La Fiat Panda a quarante ans cette année ; le constructeur italien expose un exemplaire de la première génération (Panda 30 de 1980), de la seconde génération (Panda Jolly de 2006) et de l'actuelle, commercialisée depuis 2012 (Panda City Cross).

## Expositions

### Tracteurs

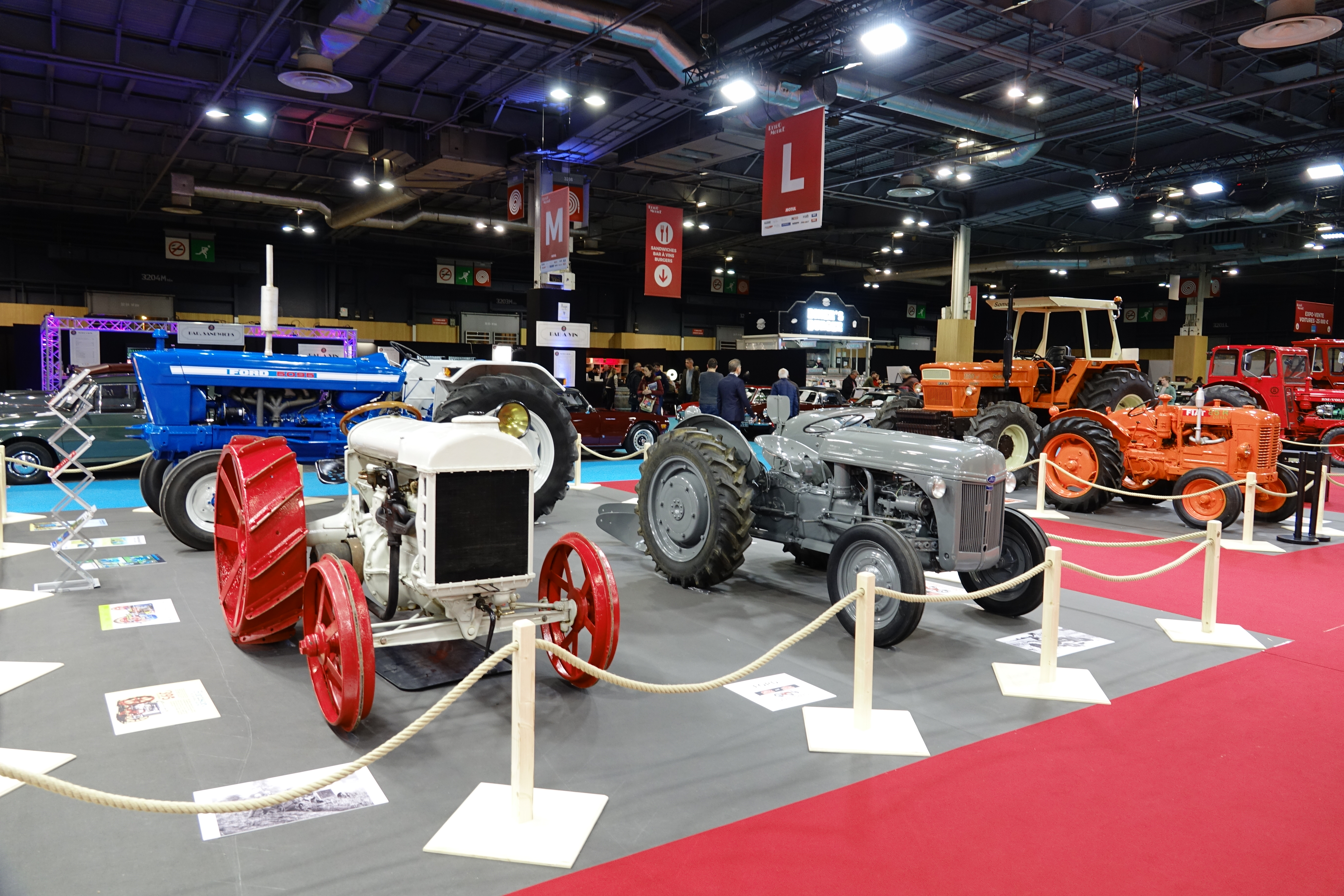
Exposition tracteurs au Pavillon 3

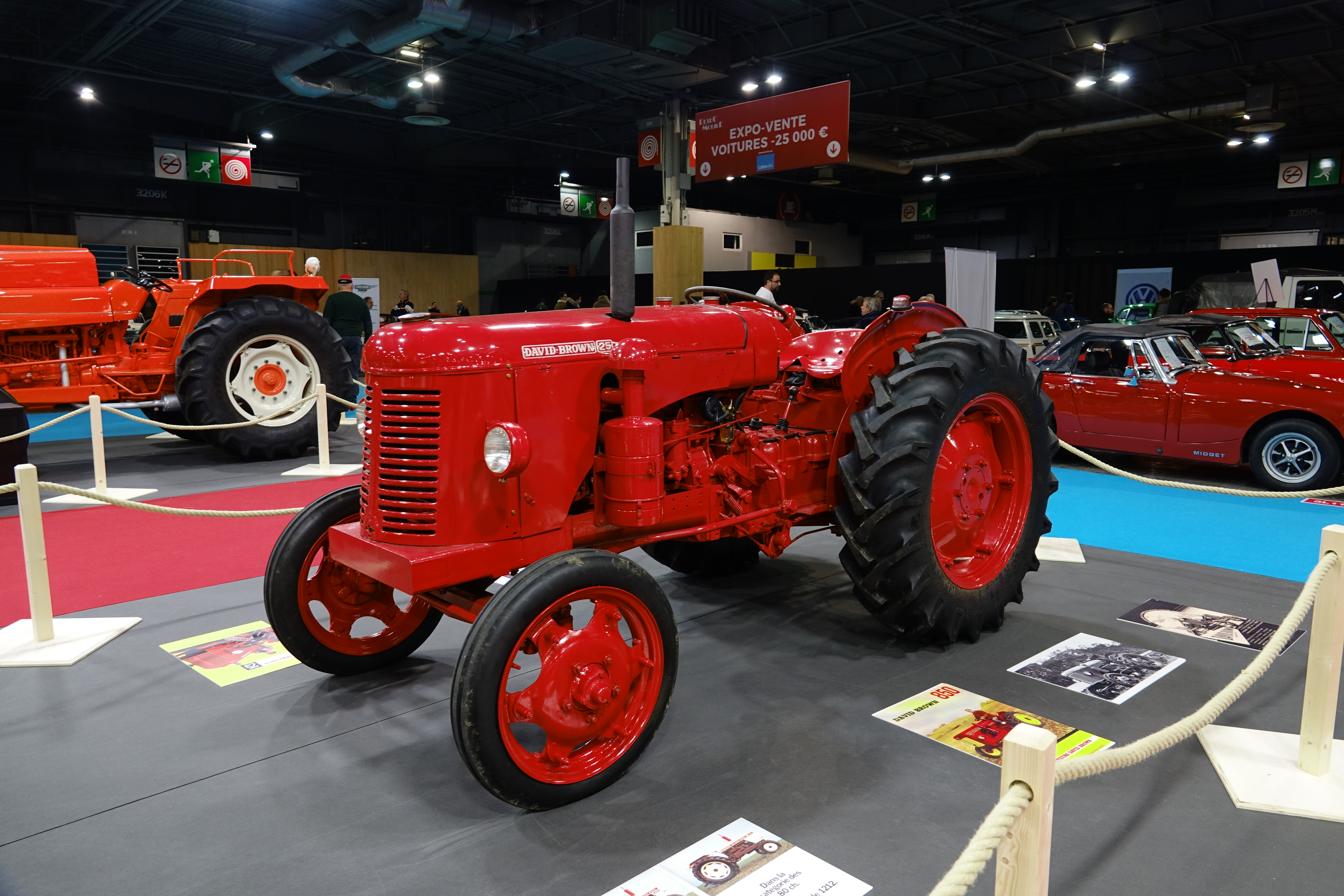
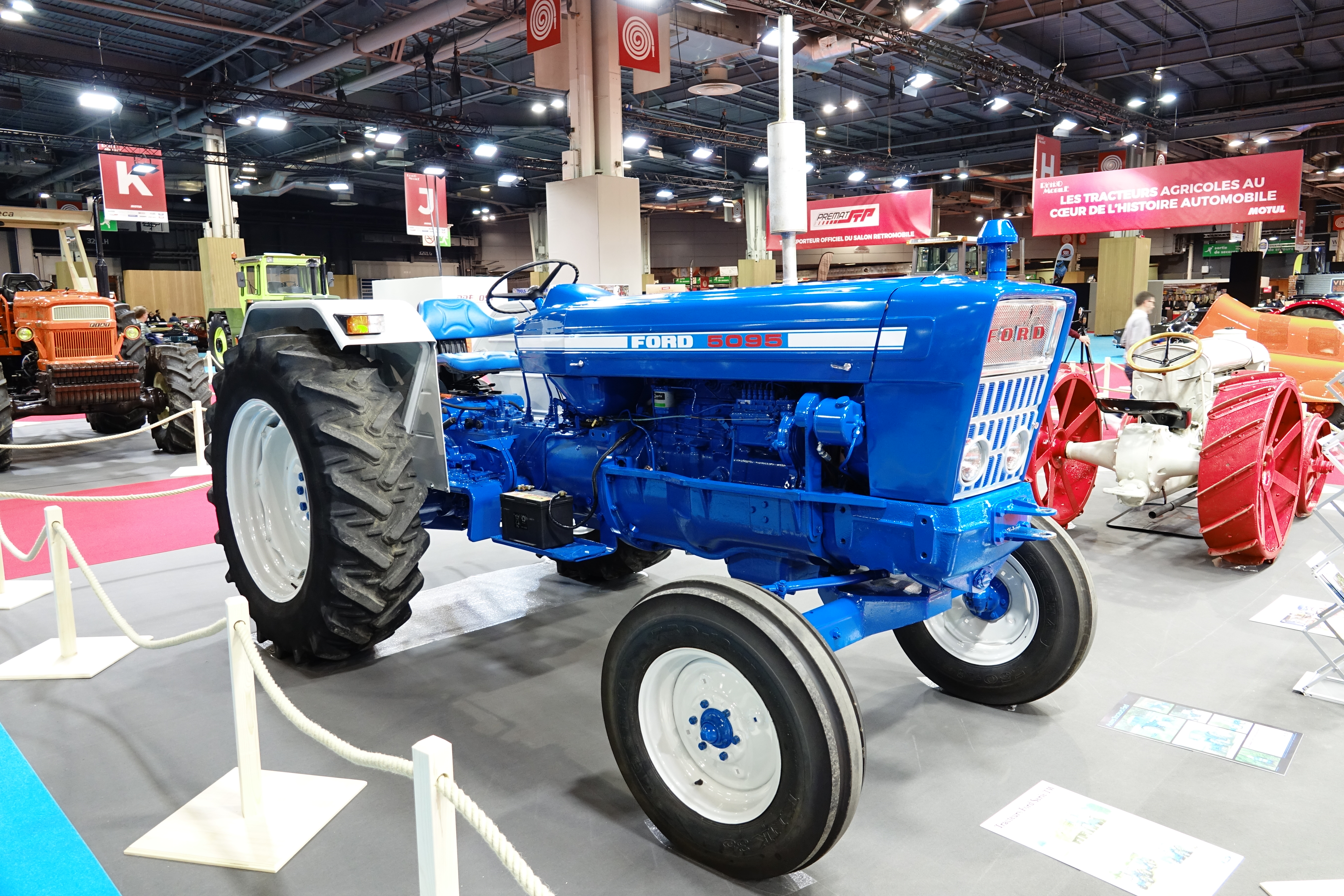
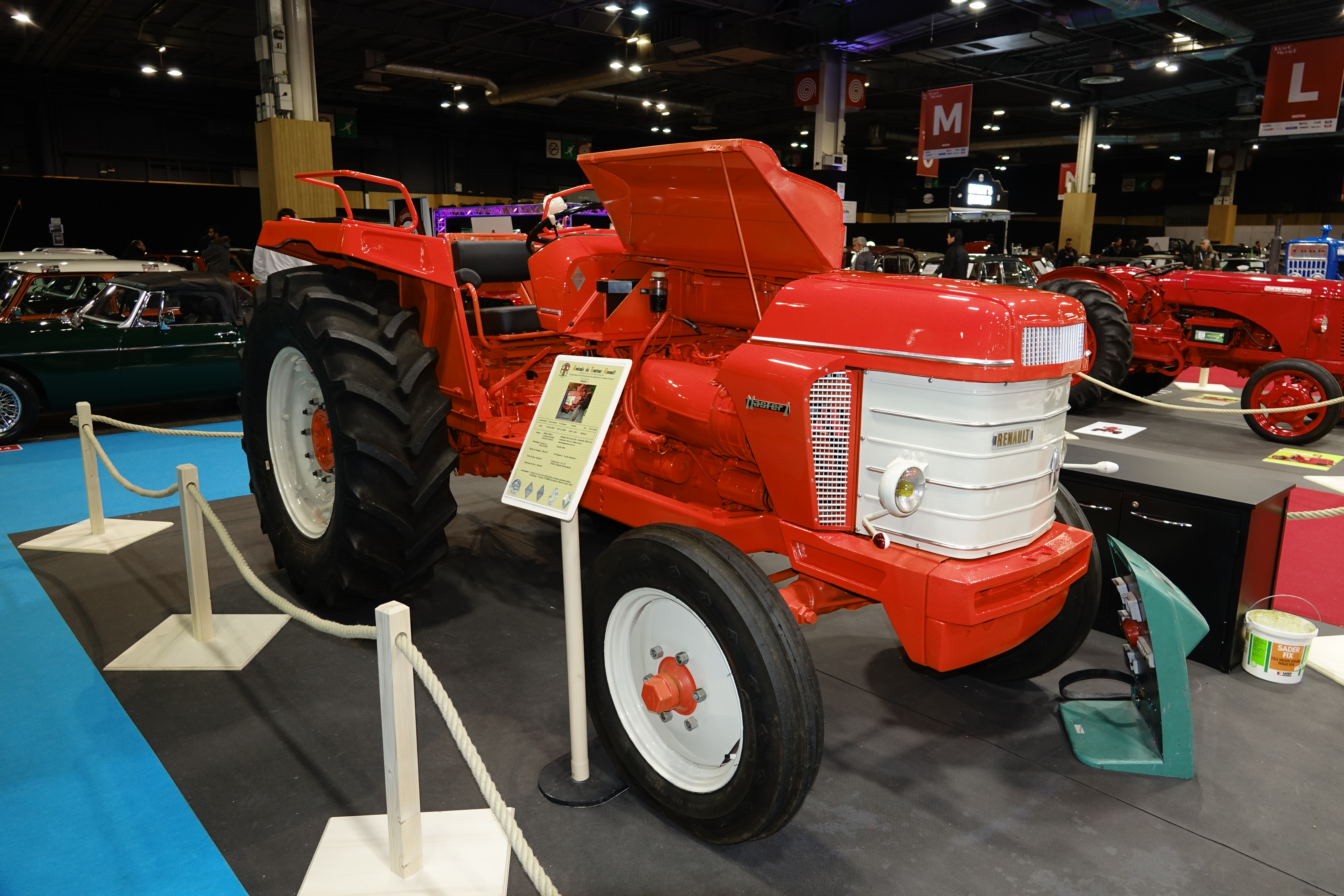
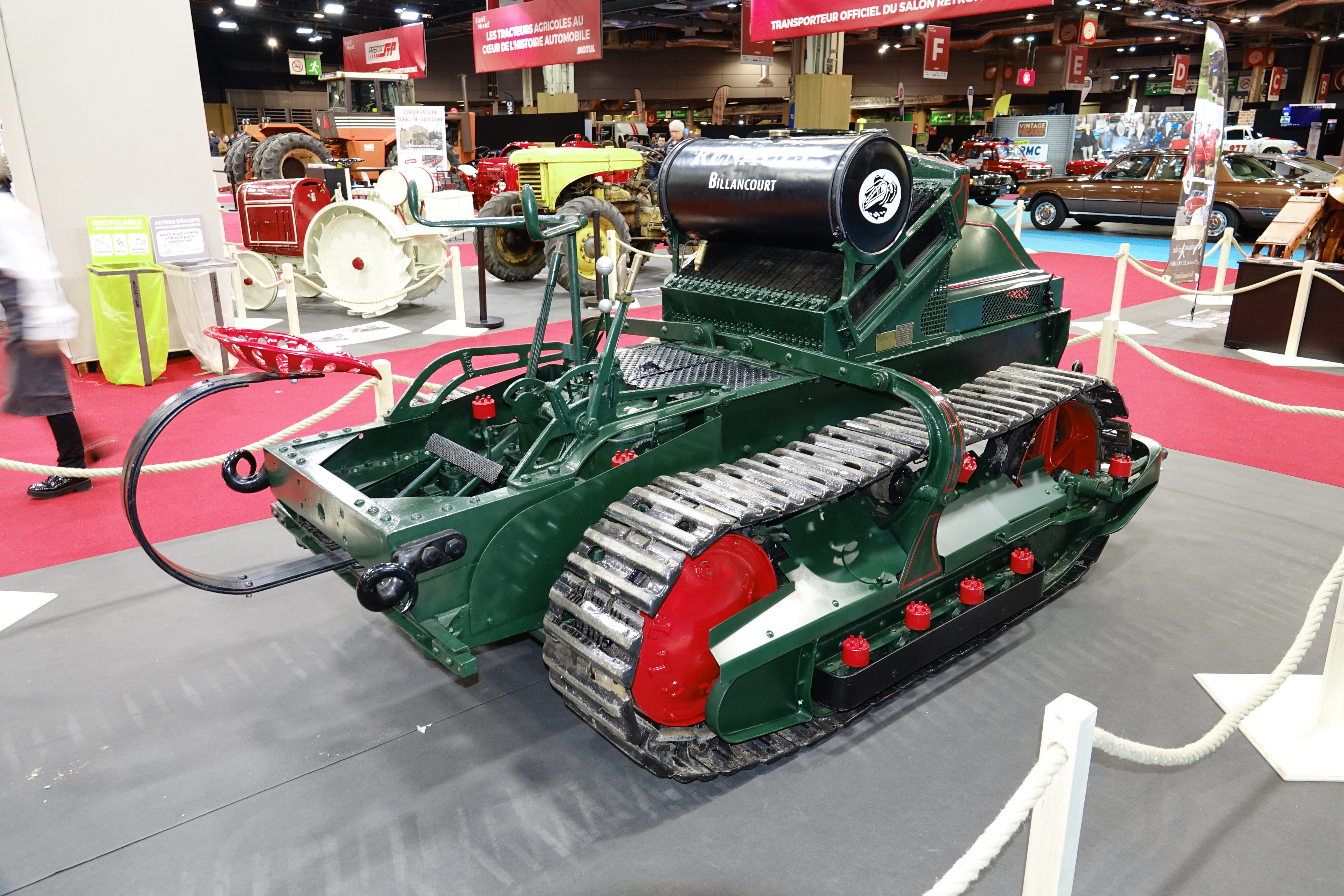
Renault HI

De nombreux constructeurs automobiles et de poids-lourds présentent des tracteurs qui ont fait leur histoire avant de devenir de grandes marques. Ainsi les constructeurs à exposer la trentaine d'engins agricoles sur le salon sont :
- Alfa Romeo
- Aston Martin
- Citroën
- Fiat
- Ford
- Lamborghini
- MAN
- Mercedes-Benz
- Porsche
- Renault
- Volvo

Exposition de tracteurs
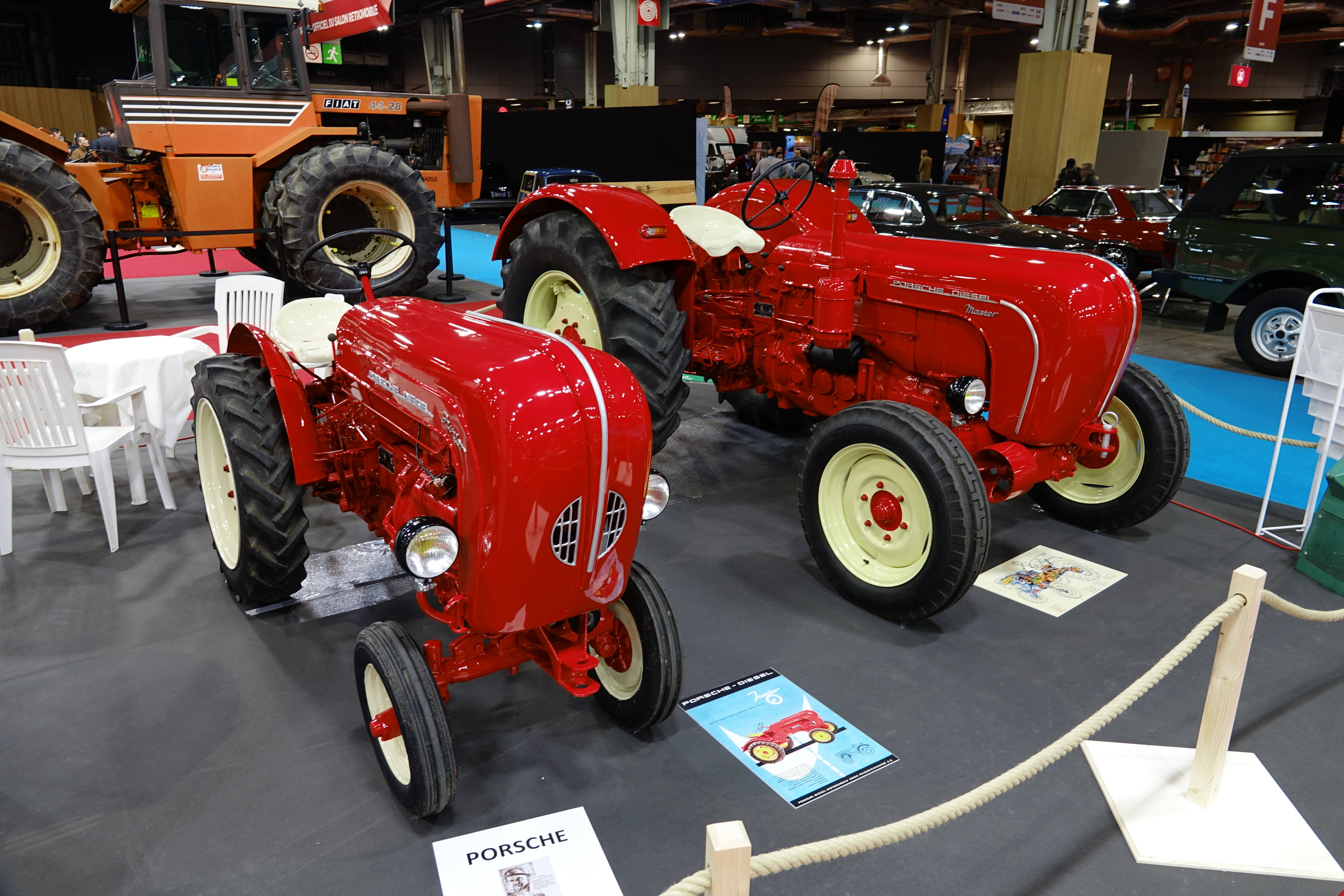
Porsche Junior (en) et Porsche Master (de).
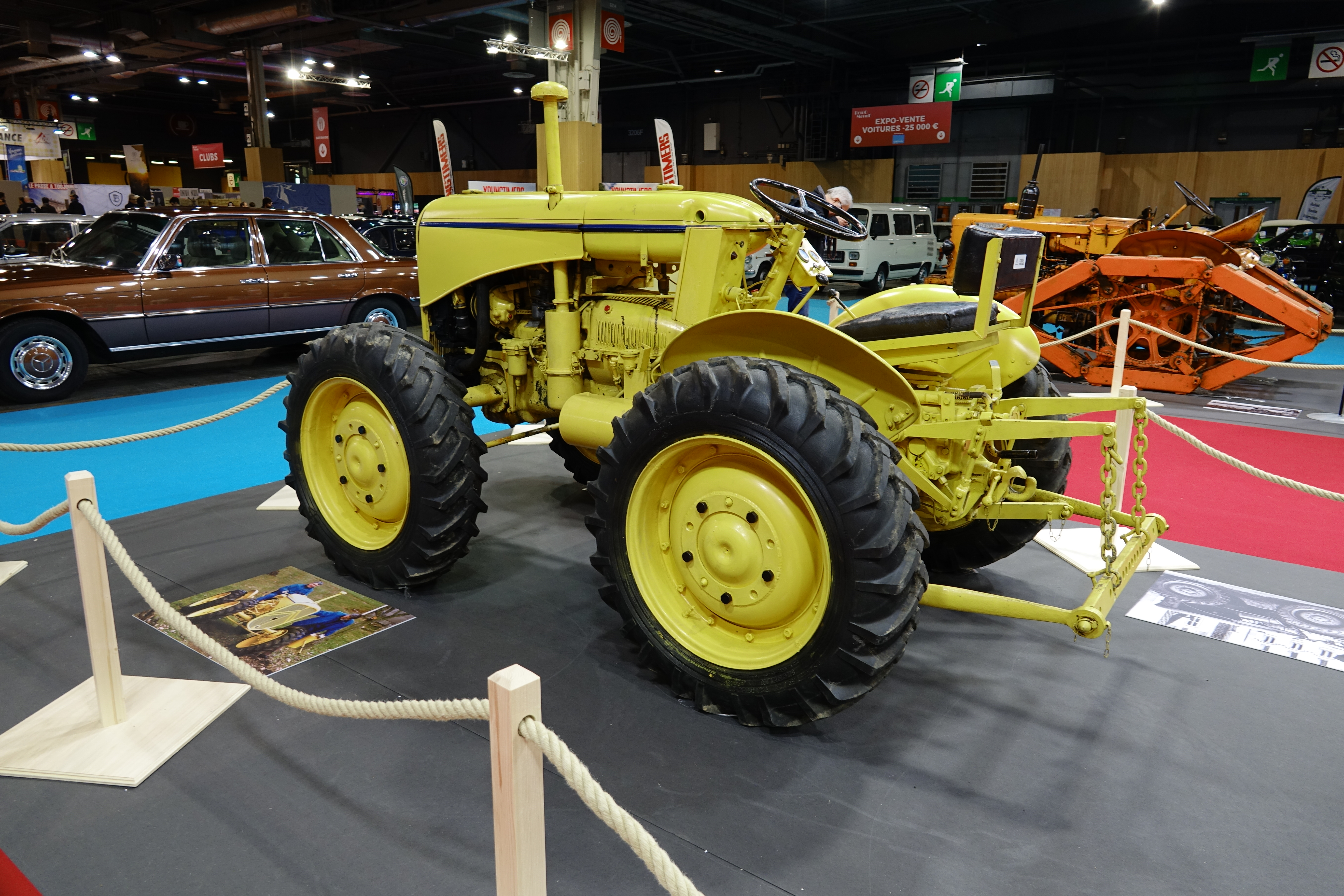
Citroën Type J
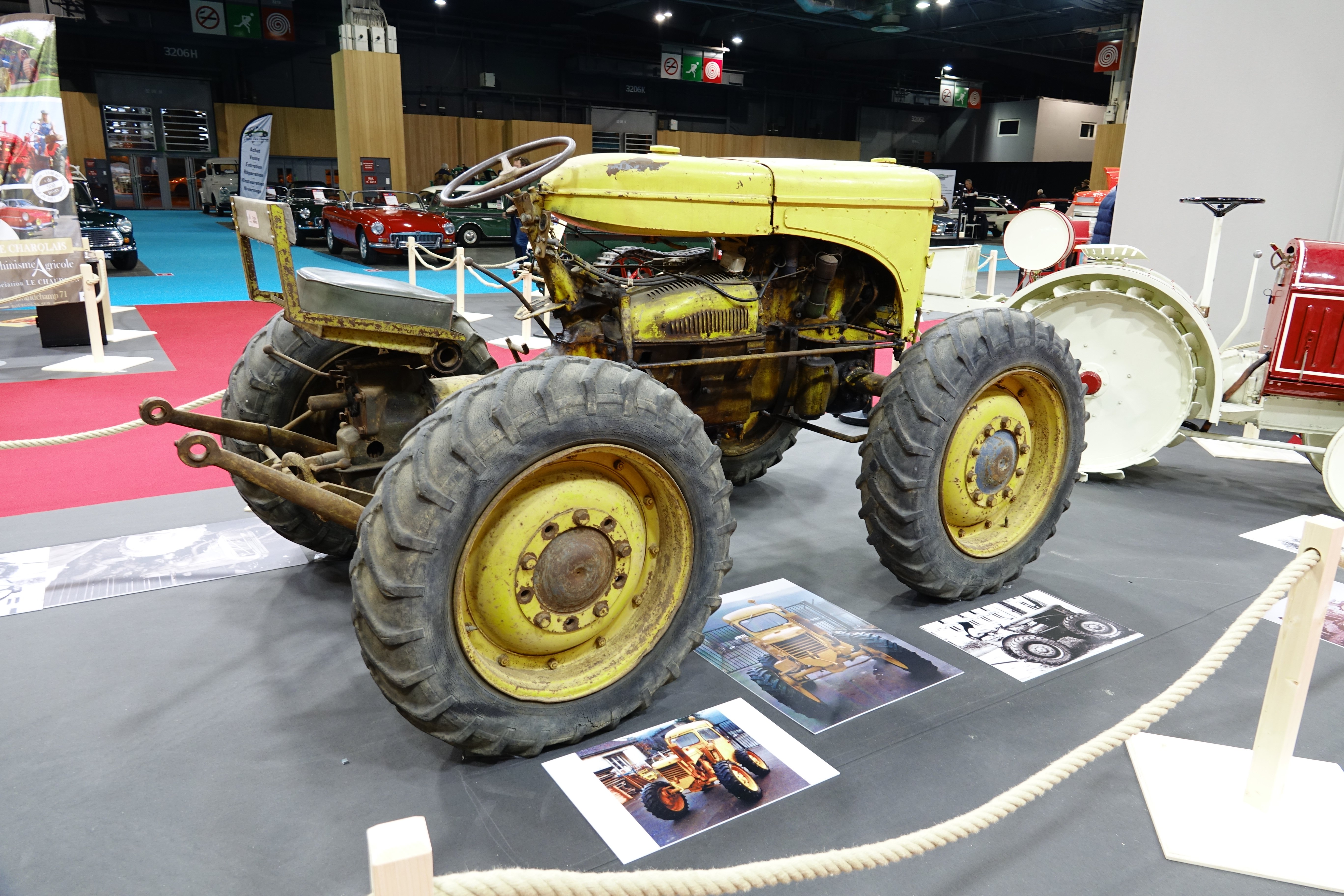
Citroën Type J
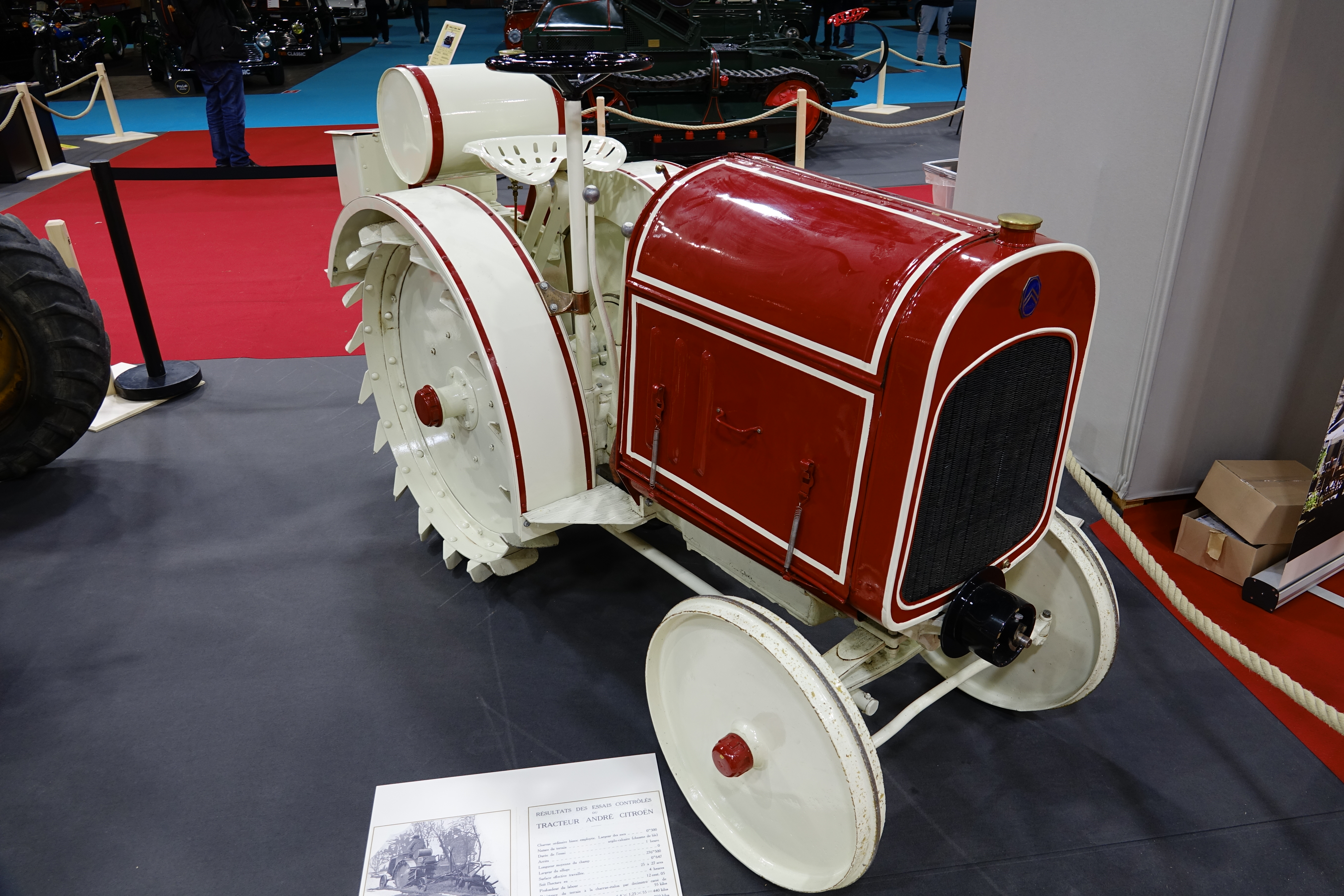
Citroën B2

- Renault HI

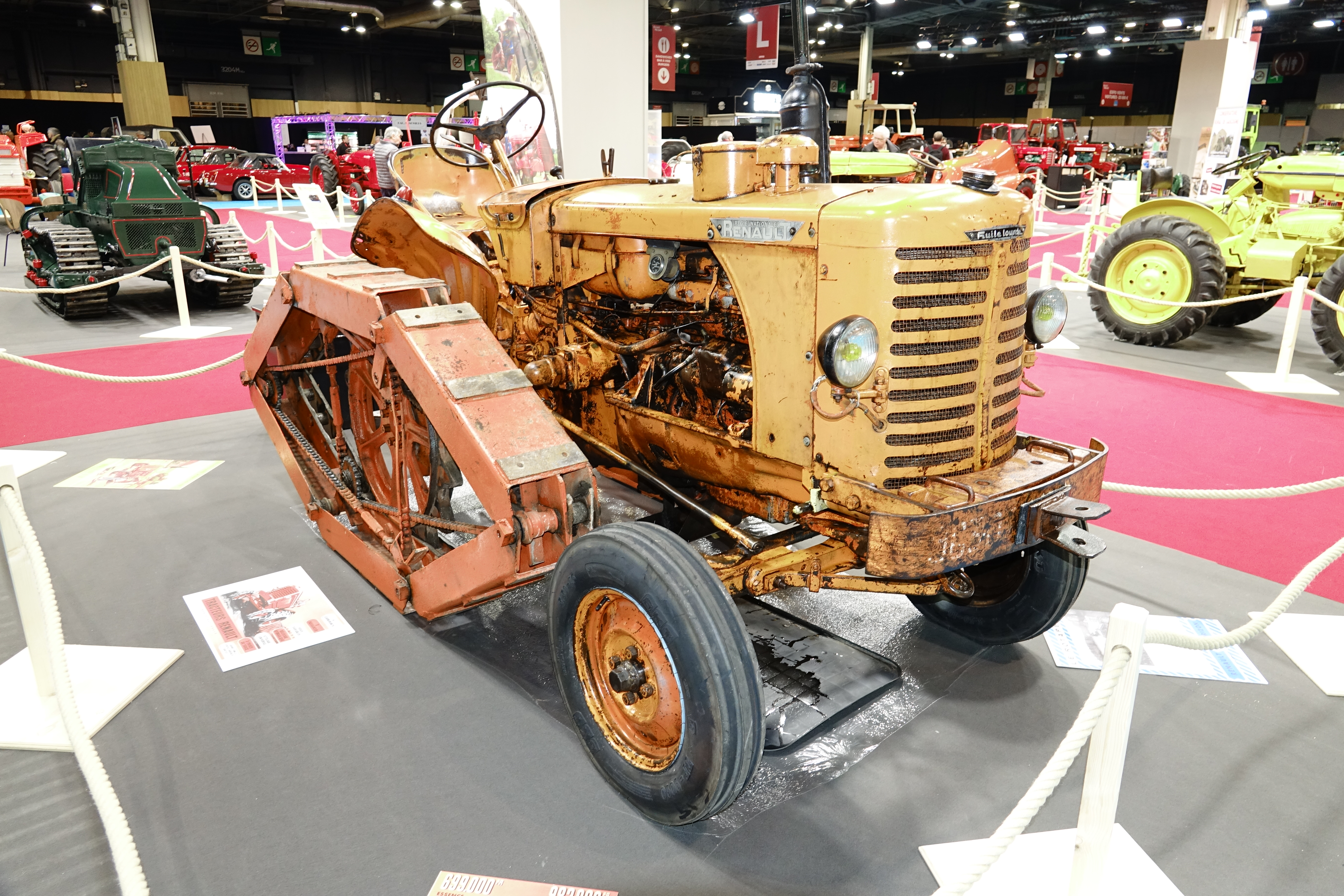
Renault R3042 rotapède
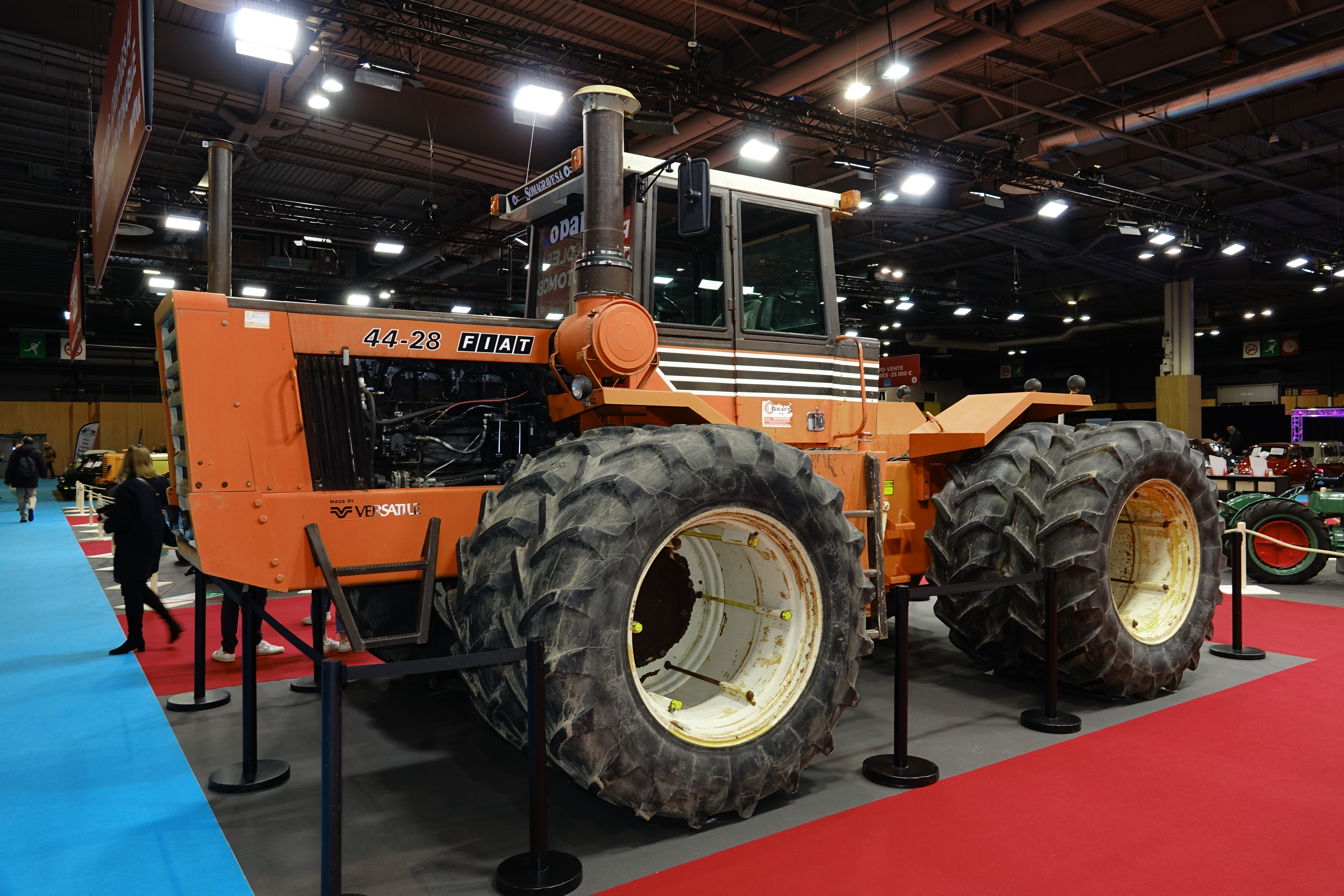
Fiat 44-28
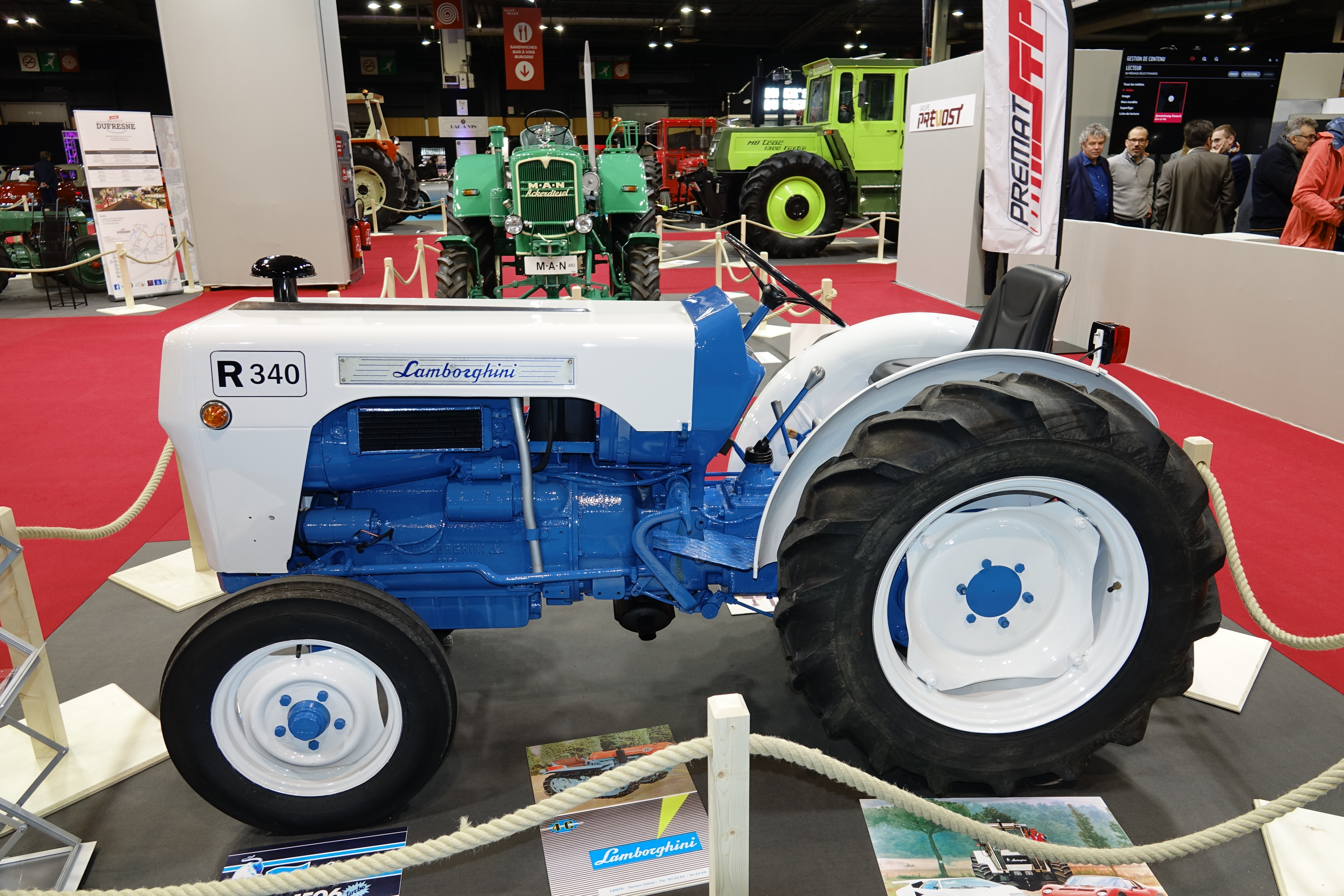
Lamborghini R340
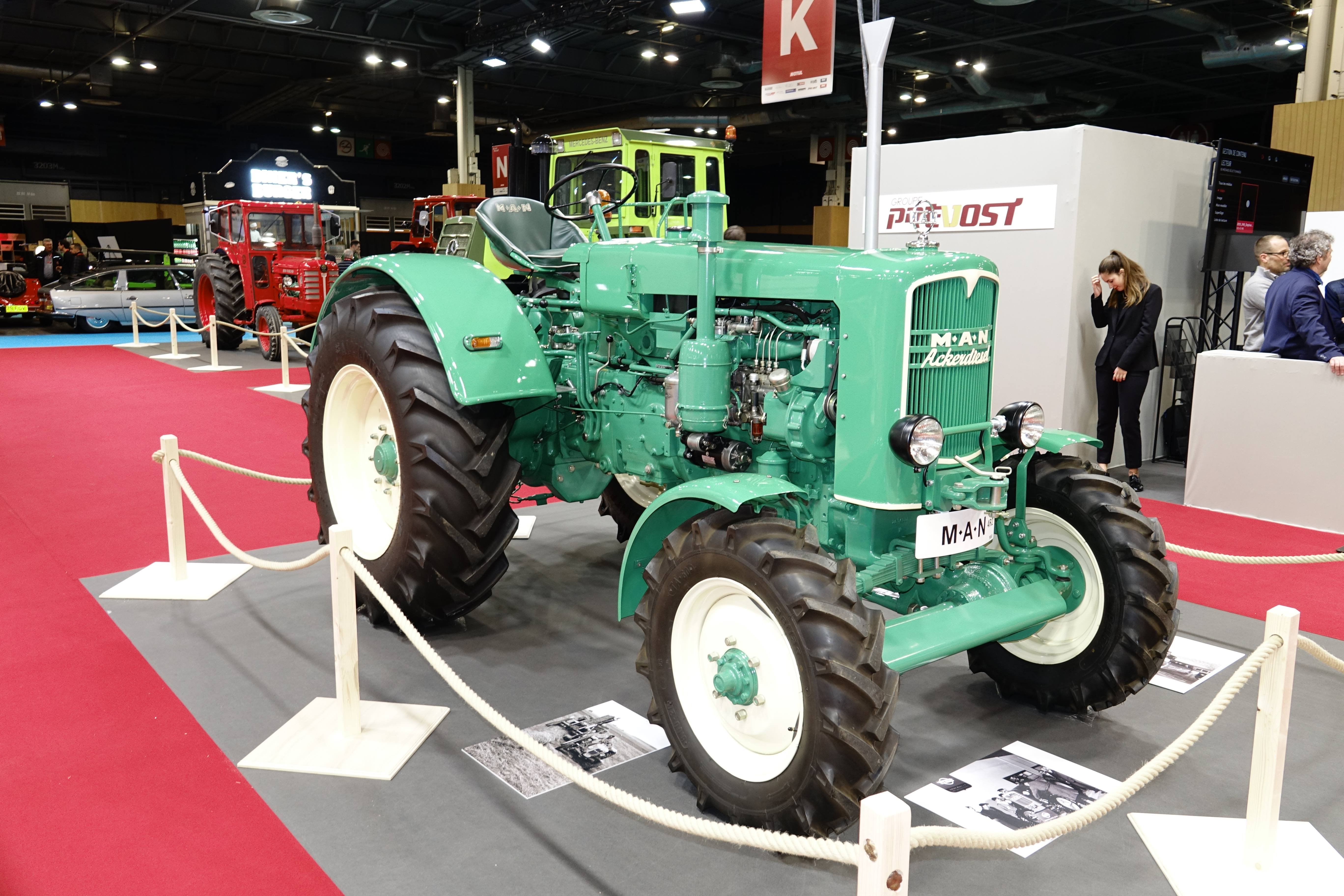
MAN Ackerdiesel (de)

### Bertone
Rétromobile propose une exposition de prototypes et concept-cars consacrée à la carrosserie italienne Bertone, avec des modèles exposés provenant de la collection ASI Bertone :
- Autobianchi Runabout (1969)
- Suzuki Go (1972)
- Citroën Camargue (1972)
- Ferrari Rainbow (1976)
- Volvo Tundra (1979)
- Chevrolet Ramarro (1984)
- Citroën Zabrus (1986)
- Lamborghini Genesis (1988)
- BMW Pickster (1998)
- Opel Filo (2001)

### Tatra

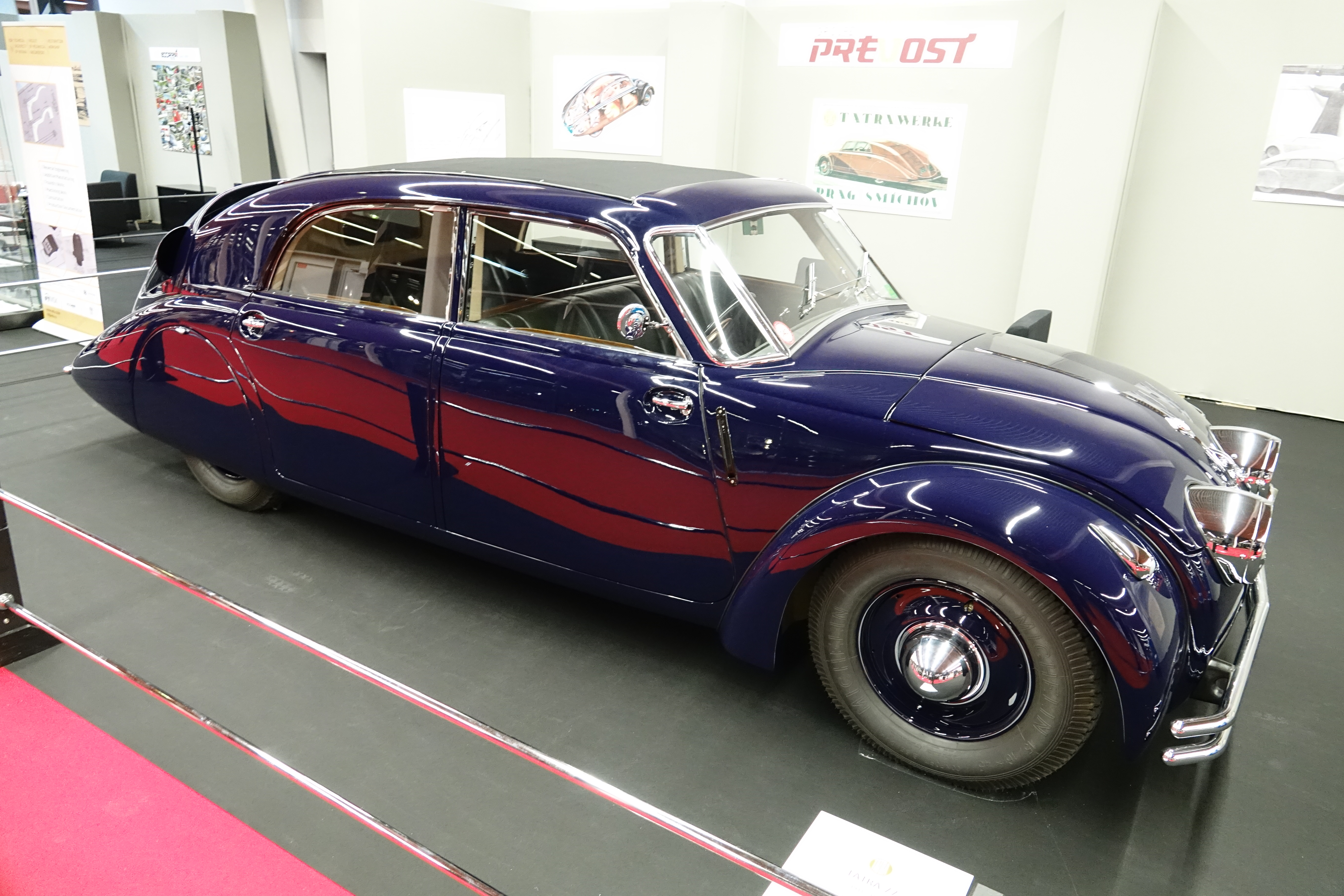
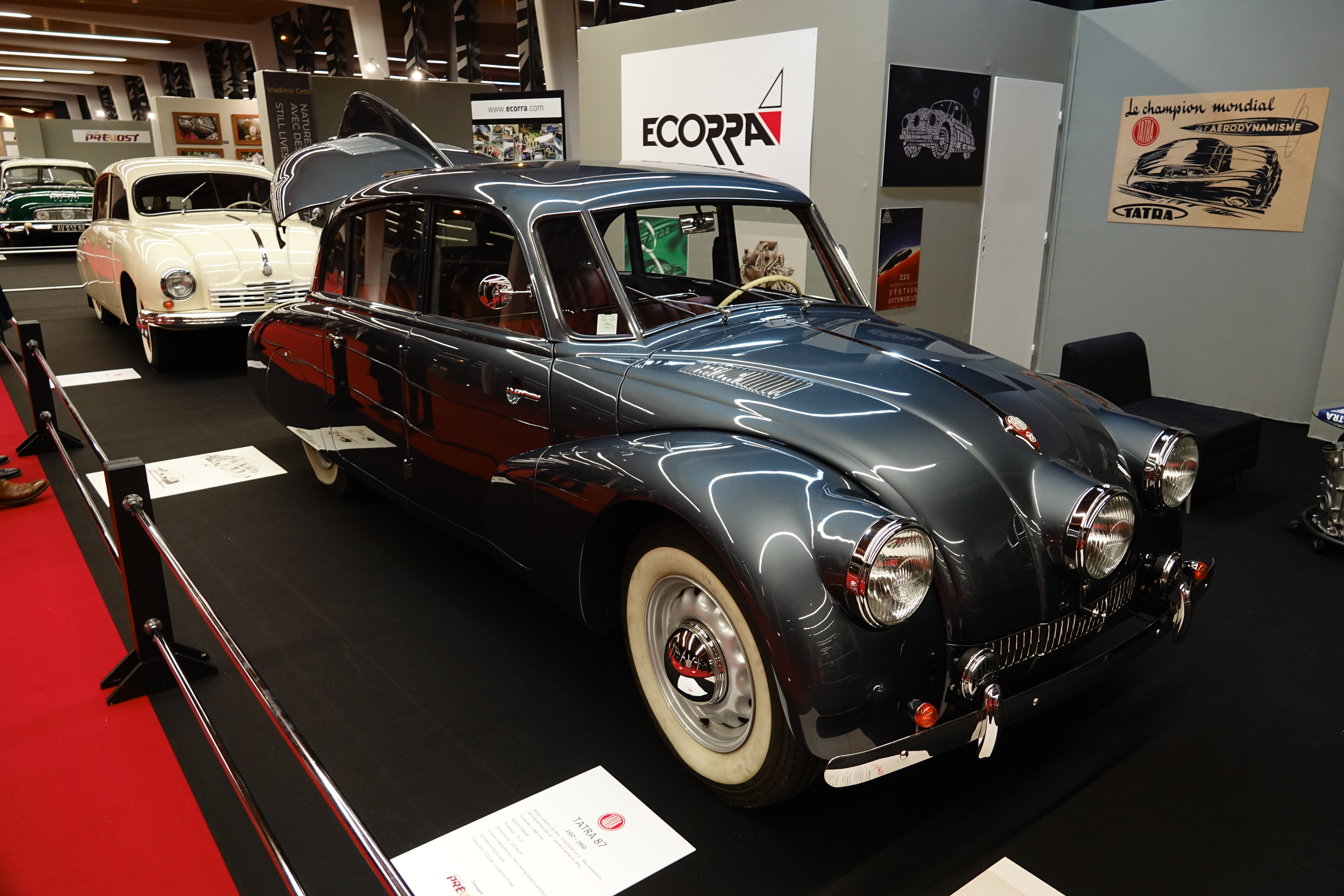
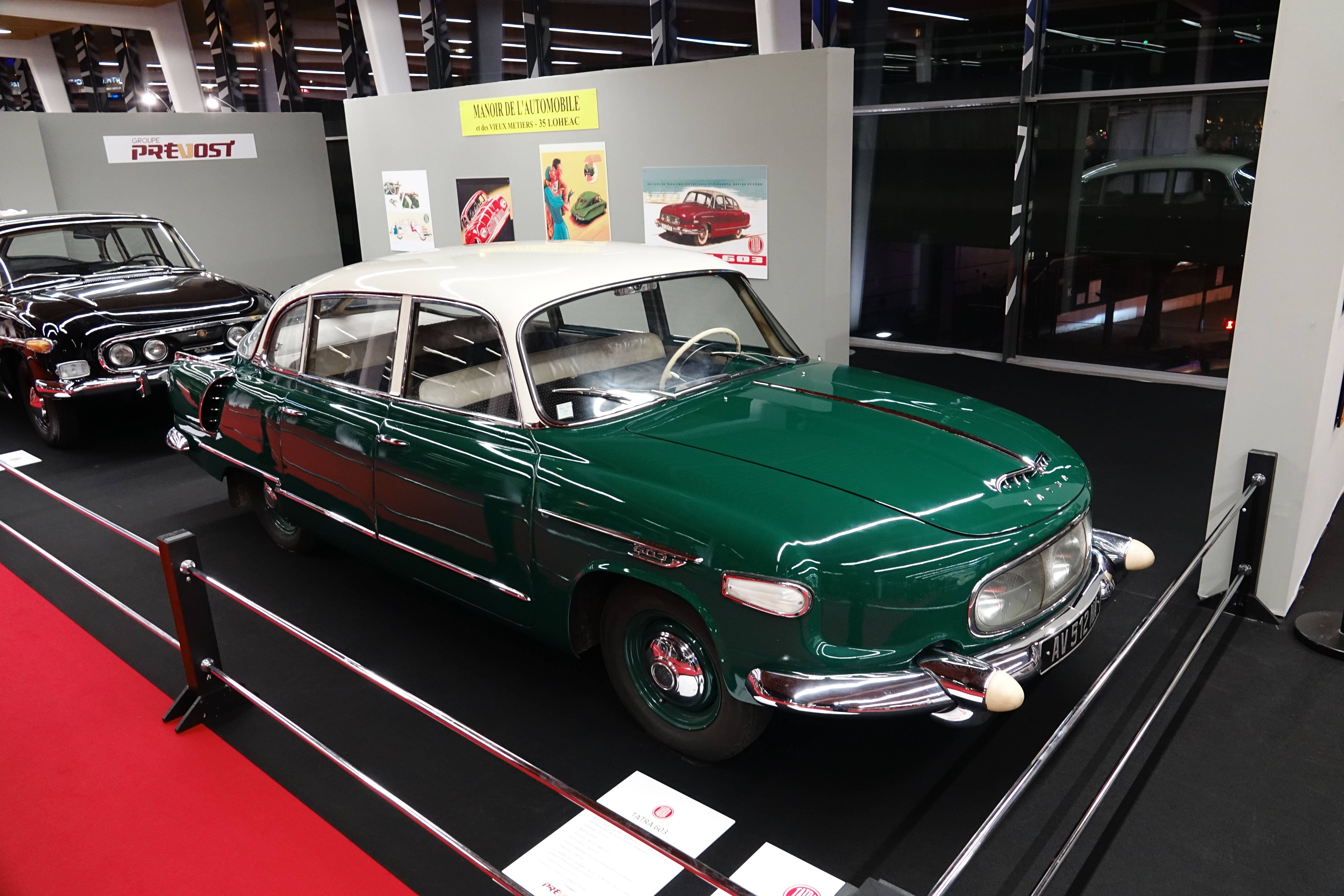
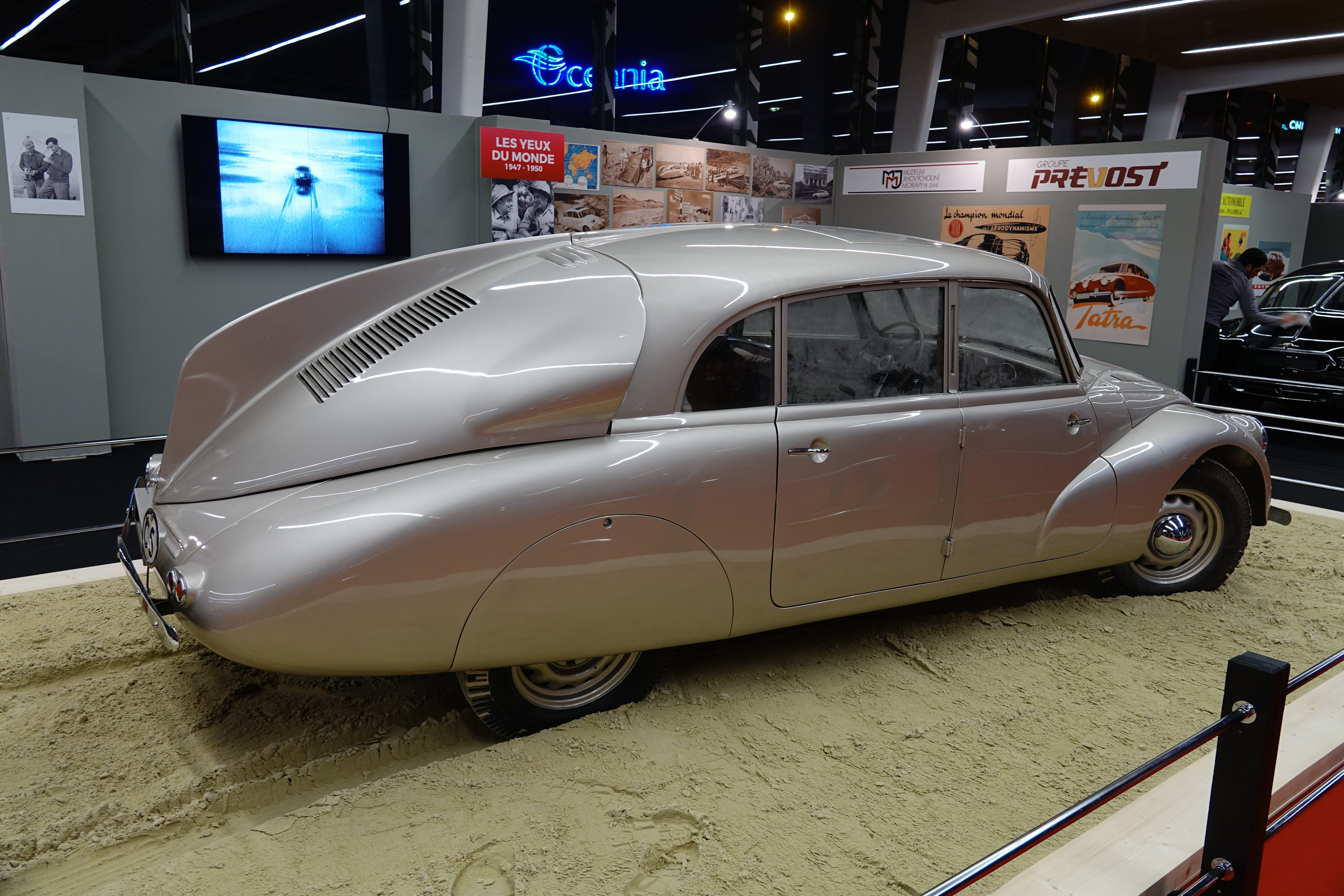

Le salon présente une exposition de modèles de la marque tchèque Tatra qui a produit des automobiles entre 1897 et 1998. Rétromobile s'est associé avec le Musée Tatra de Kopřivnice en République tchèque, le musée du Manoir de l'automobile de Lohéac, Ecorra le spécialiste tchèque de la restauration des modèles de la marque Tatra, ainsi que le Musée de Zlín pour retracer l'histoire du constructeur.

Exposition Tatra
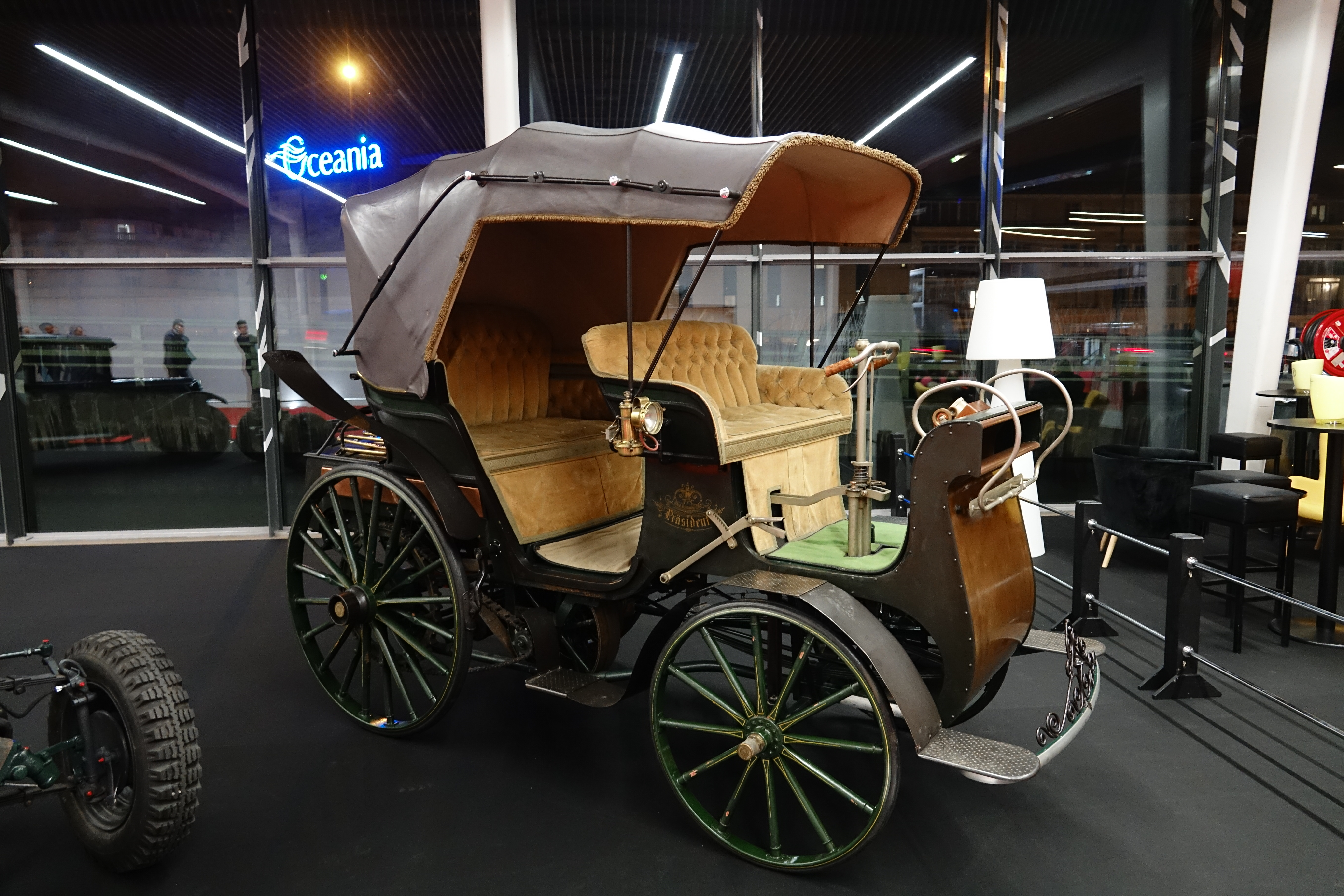
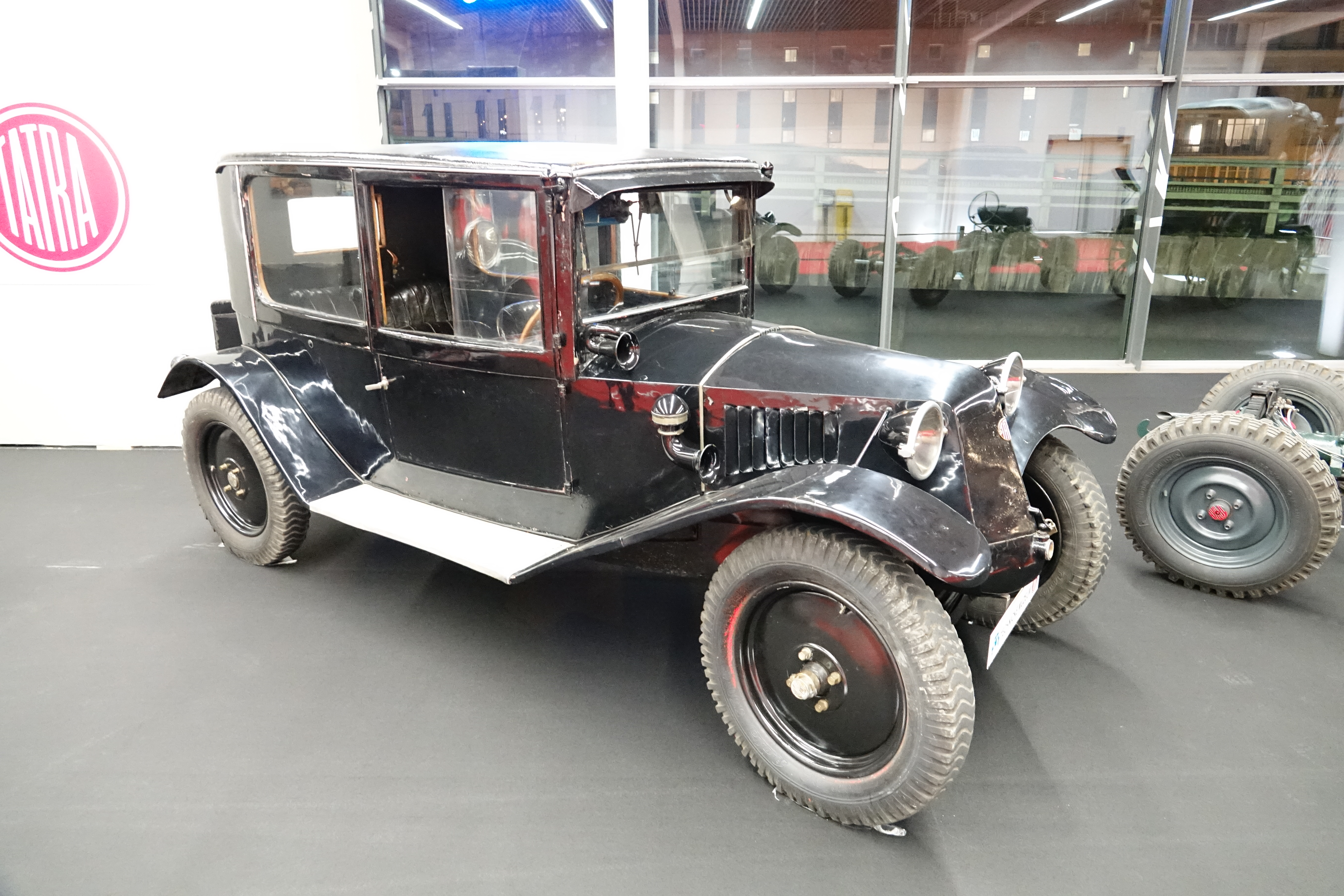
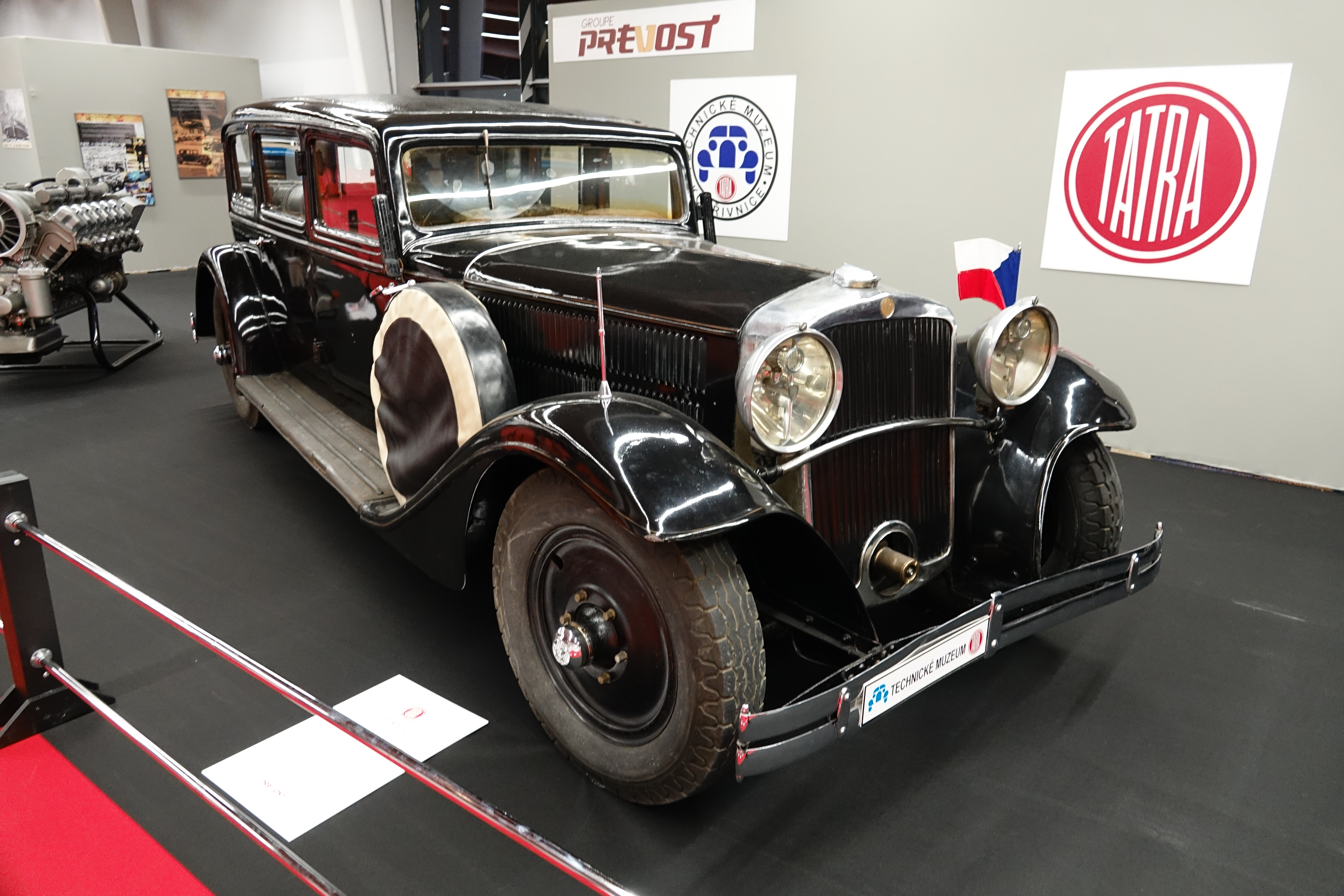
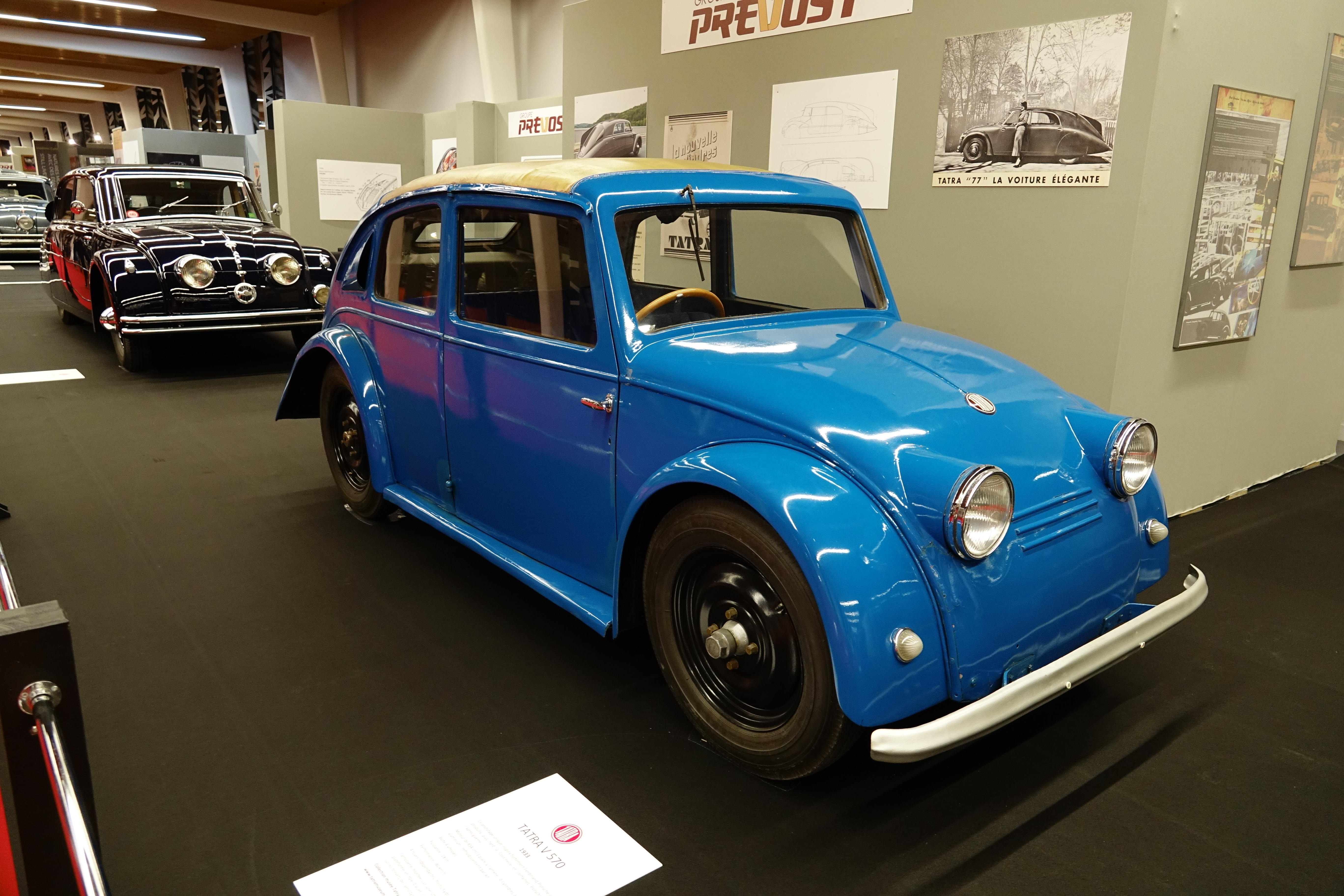

### Les blindés

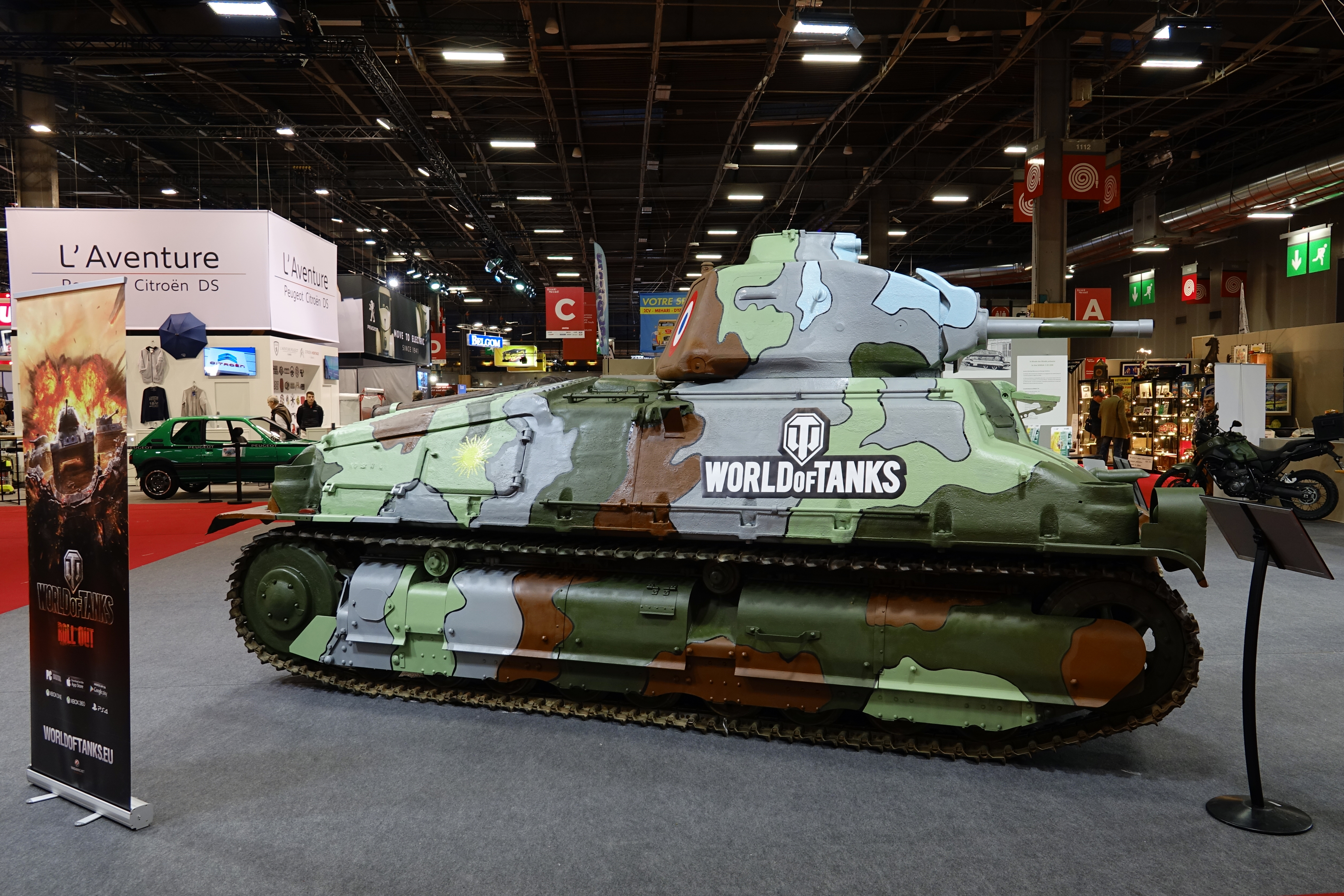
SOMUA S-35 (1939)

Le Musée des Blindés de Saumur expose le char de la Seconde Guerre mondiale SOMUA S-35 de 1939. Le tracteur d’artillerie Laffly V15 T de 1938 est également présenté.

### Youngtimers
Cette édition célèbre les sportives mythiques des années 1990 et expose les représentantes de chaque nation :
- Renault Clio Williams
- BMW M3 GT (E36)
- Alfa Romeo GTV 3.0 V6 24V Cup
- Lotus Elise S1
- Honda Integra Type R
- Chevrolet Corvette ZR-1

### Richard Mille et McLaren

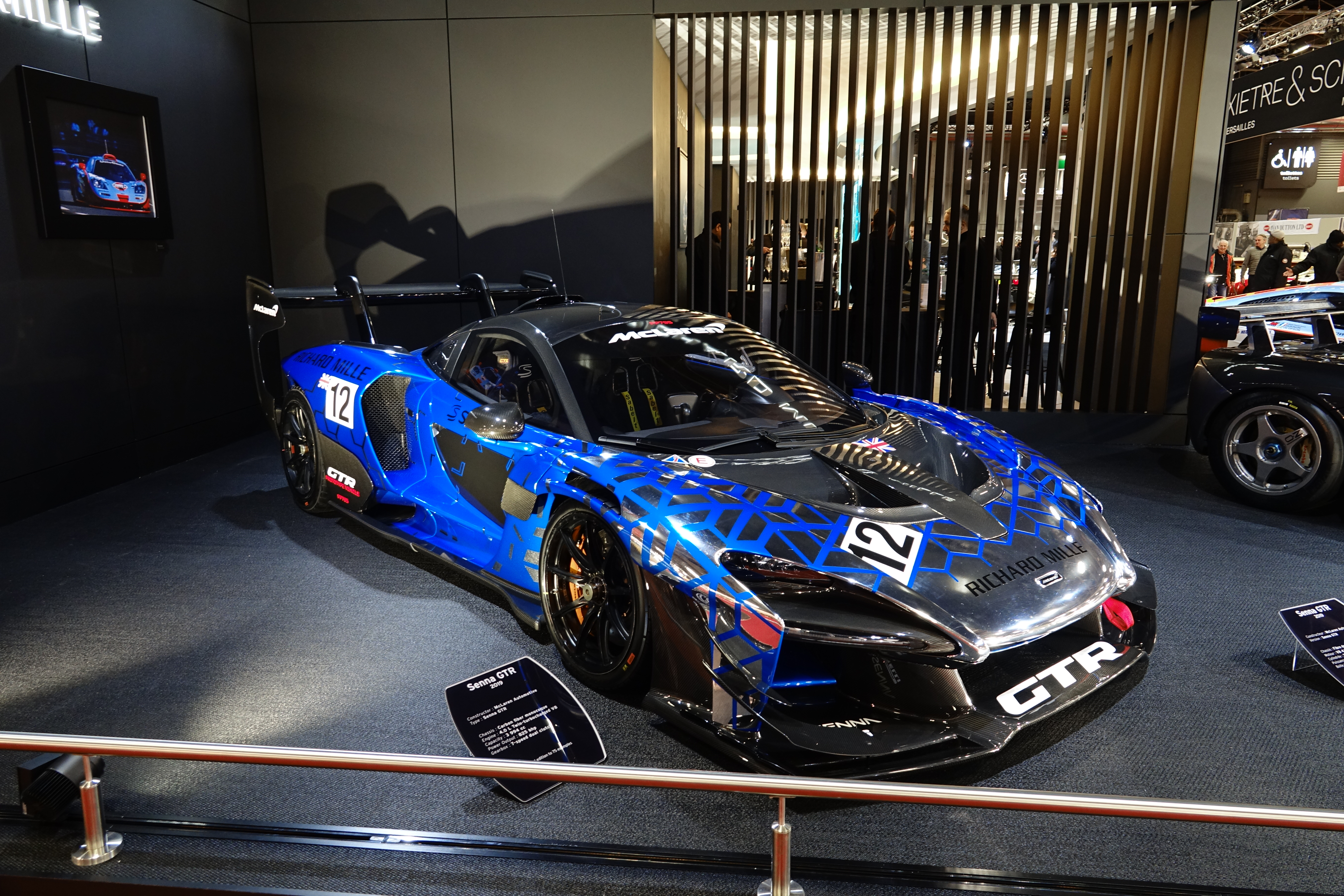
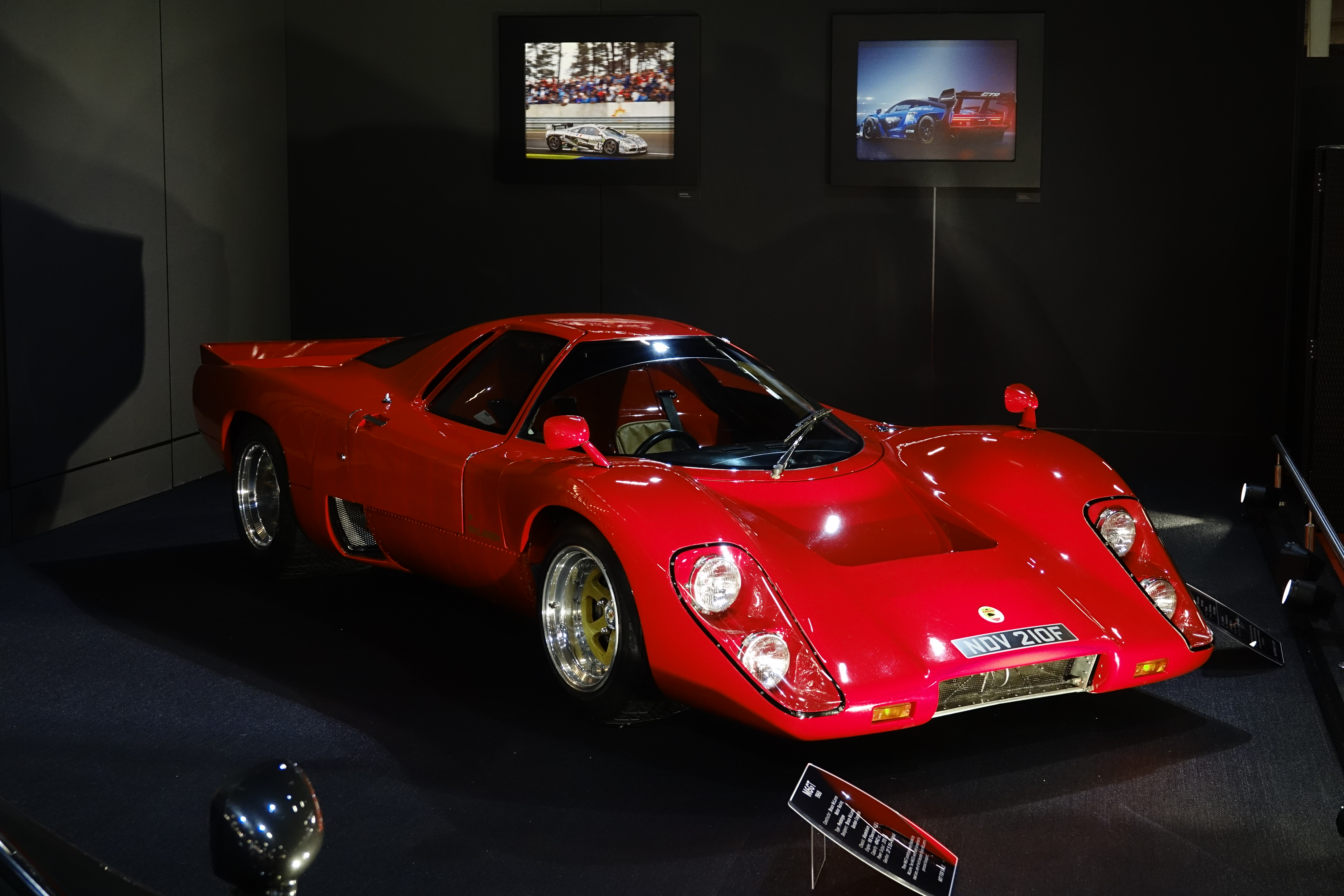
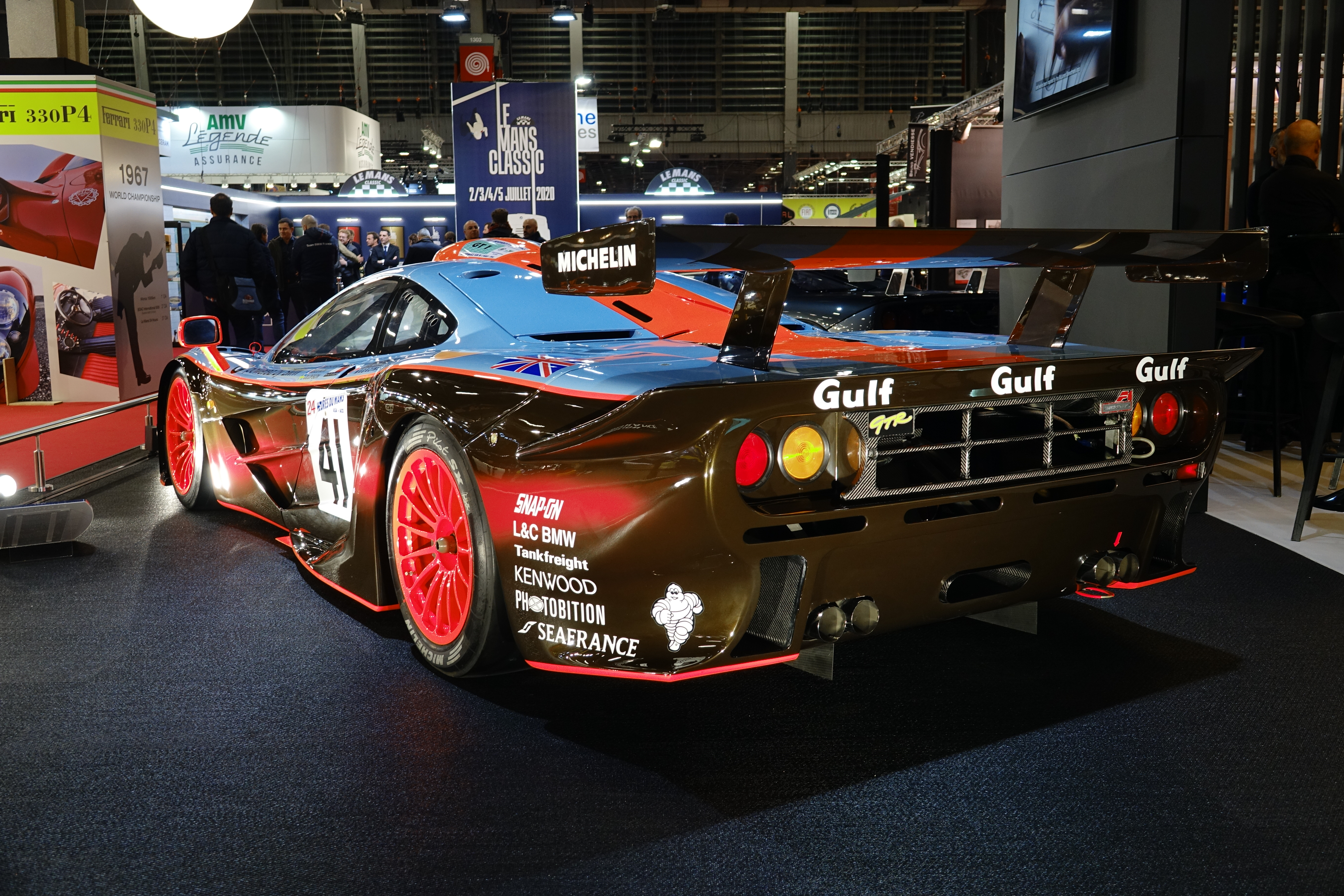
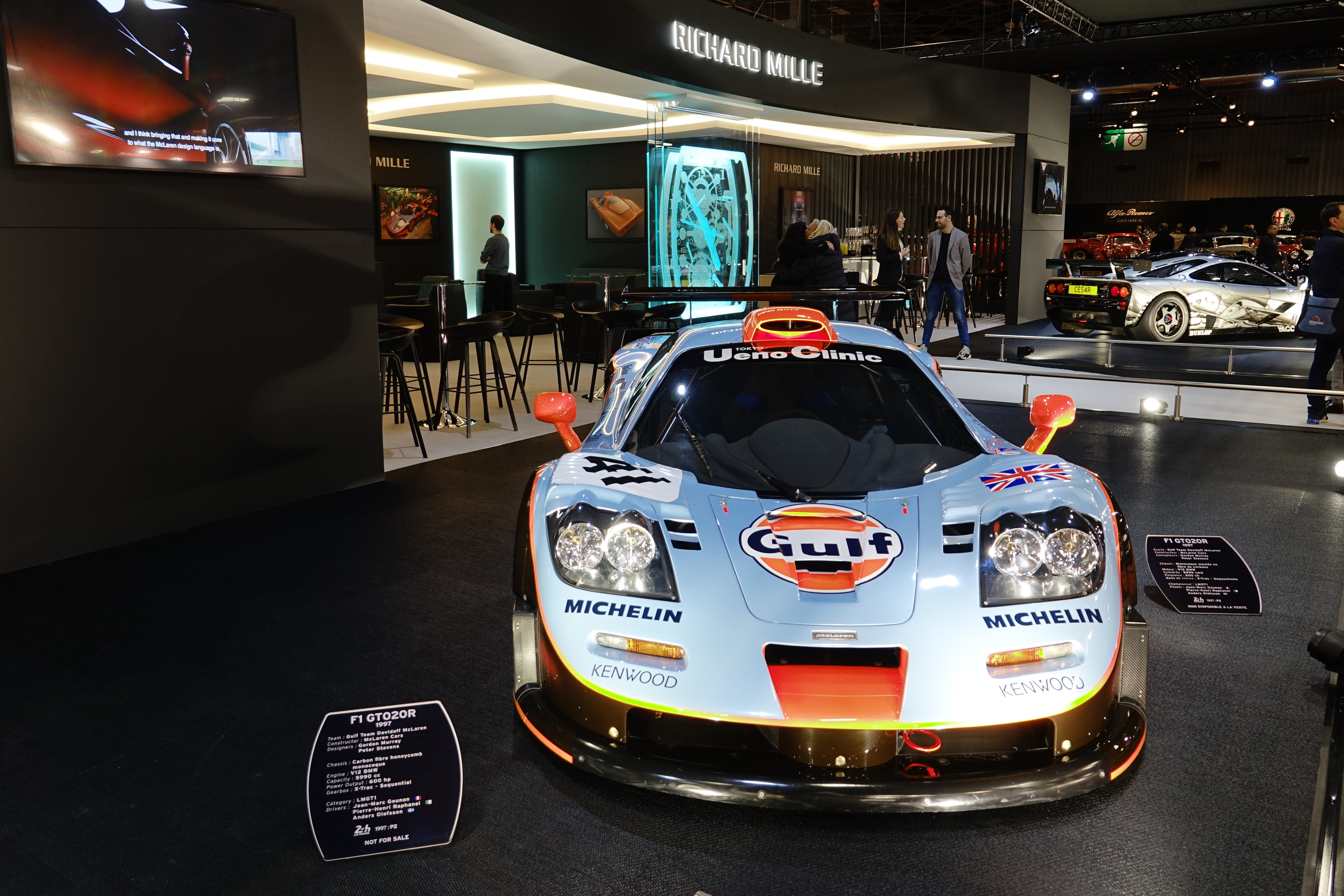

L'horloger Richard Mille expose quatre McLaren F1 (GTO1R, GTO20R, F1 GTR et F1), une McLaren Senna GTR ainsi qu'une McLaren M6GT de 1968.

Exposition McLaren - Richard Mille
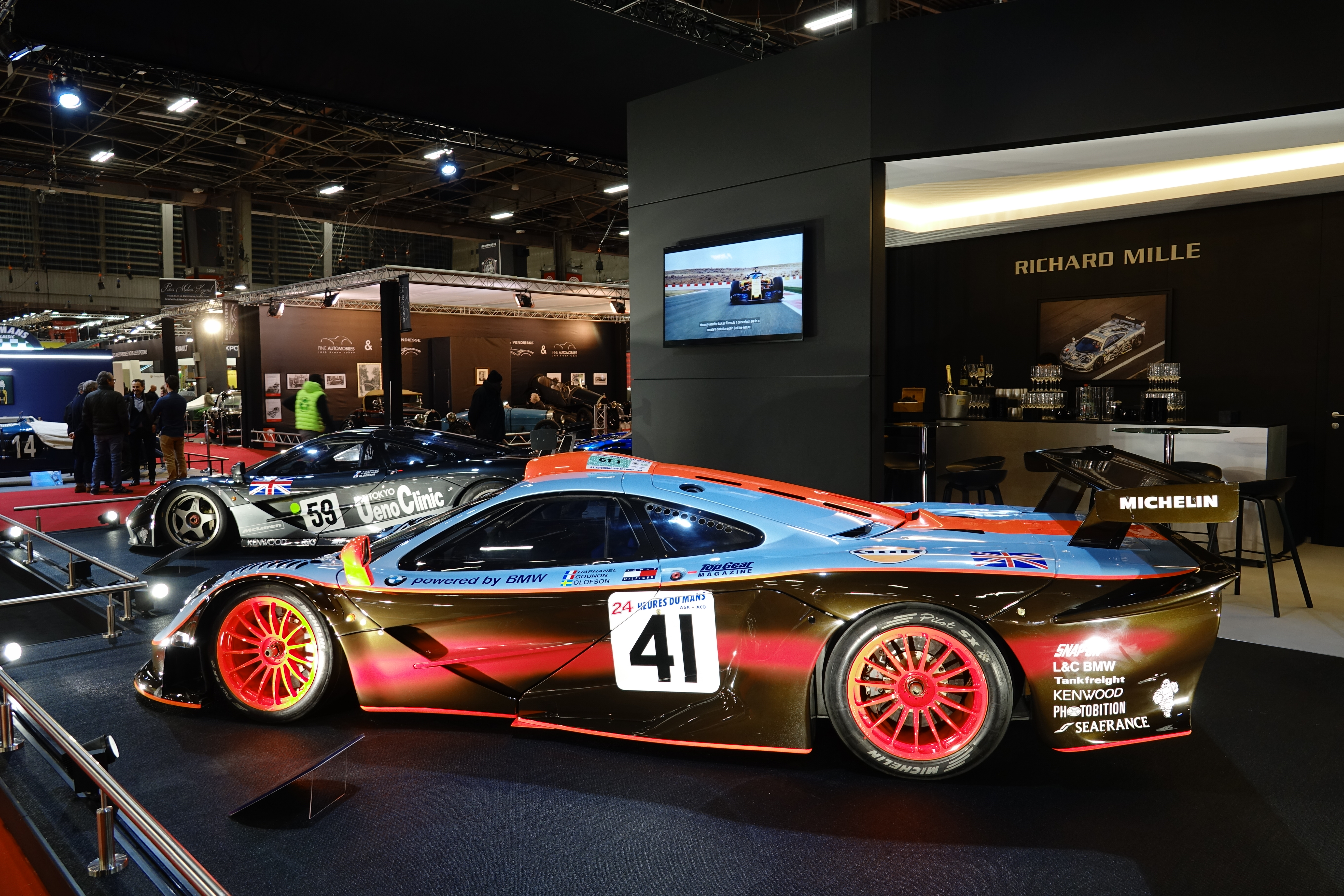
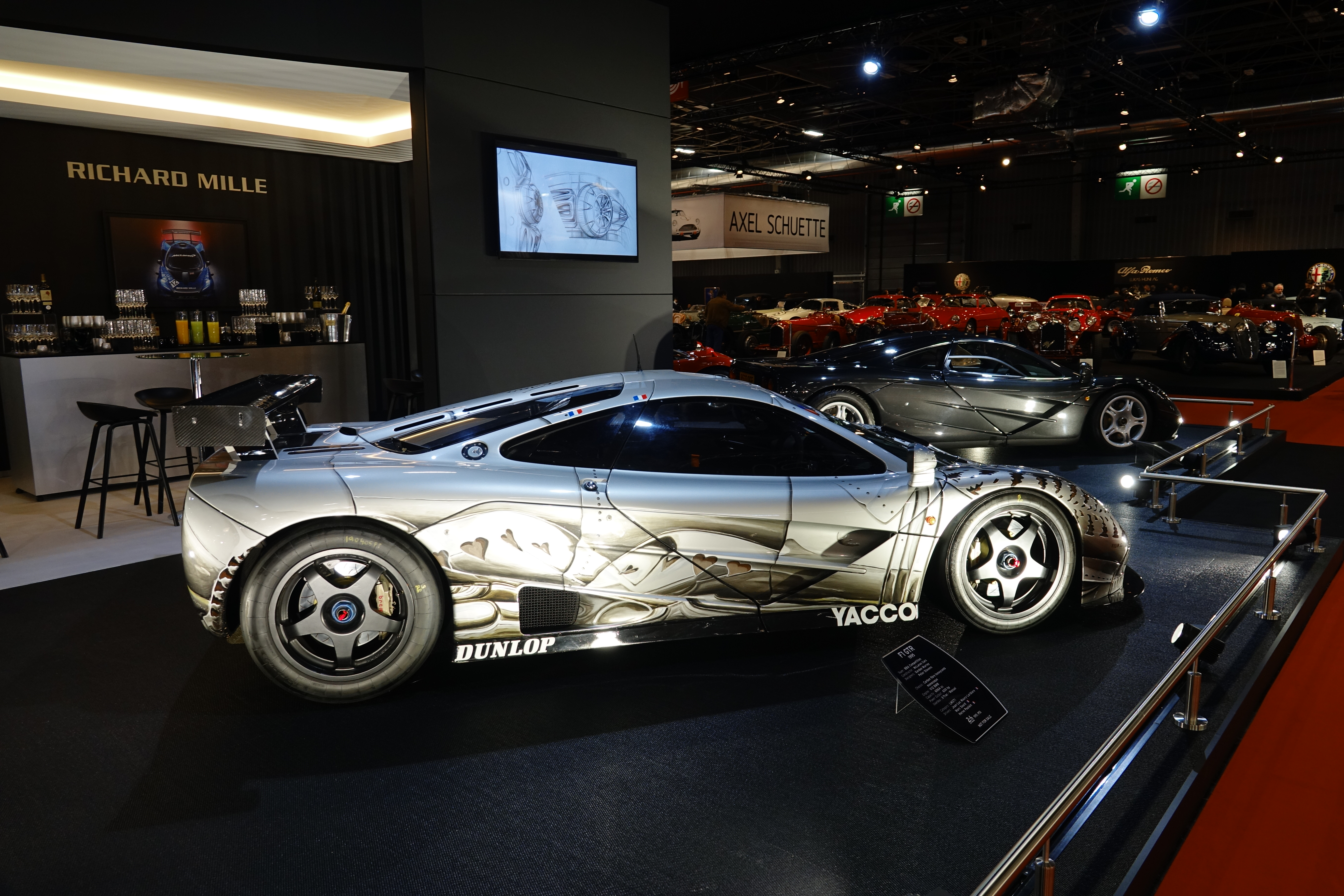
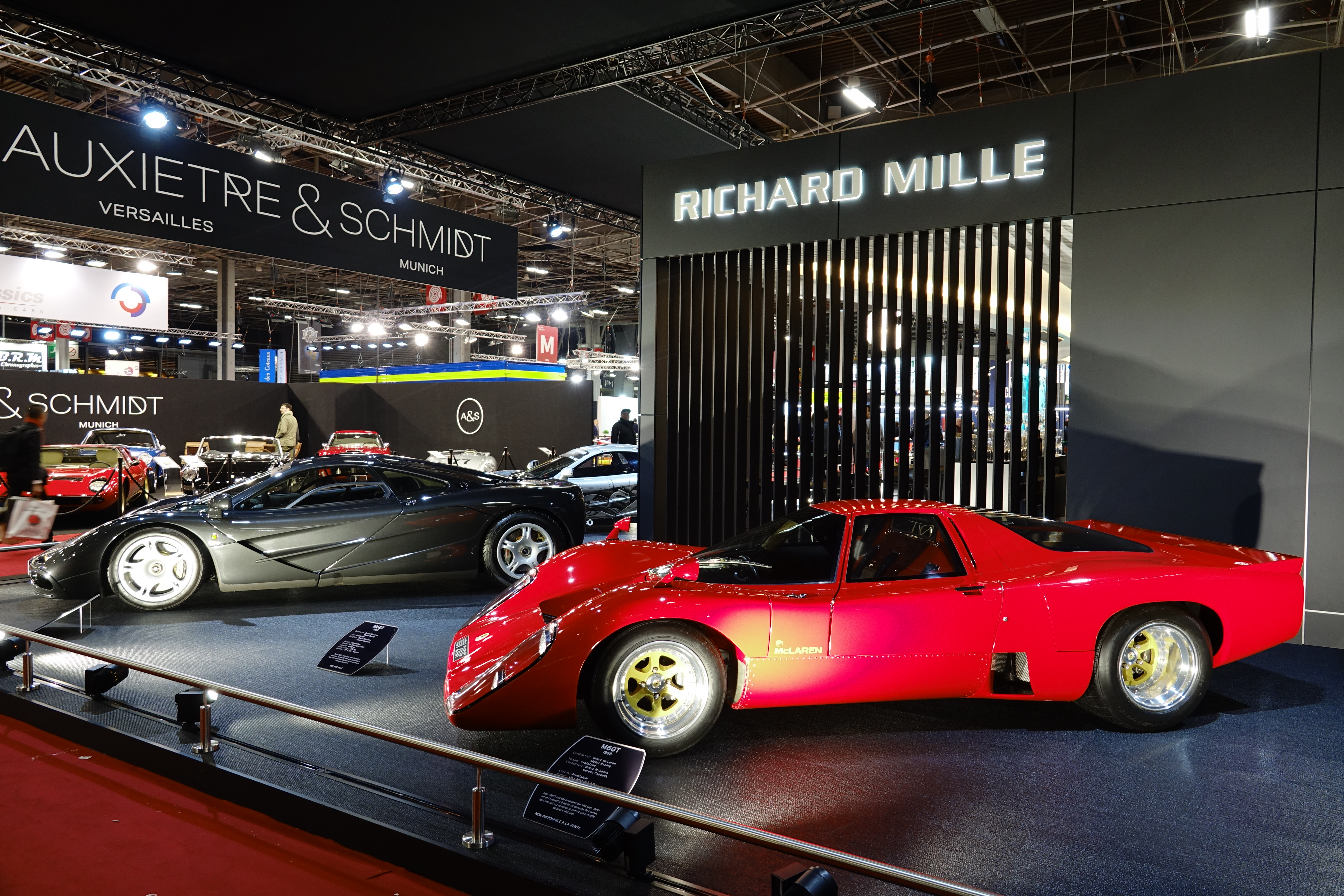

### Bugatti
Bugatti est présent à Rétromobile par l'intermédiaire du Groupe Schumacher qui ouvre, ce même mois de février, le premier show-room Bugatti en France hors du site historique de Molsheim.
Le constructeur Alsacien présente trois modèles qui ont fait son histoire :
- La Type 35, produite sous l'ère d'Ettore Bugatti ;
- L'EB110, sous l'ère de l'homme d'affaires Romano Artioli ;
- La Veyron, sous l'ère actuelle de Volkswagen AG.

Les Bugatti
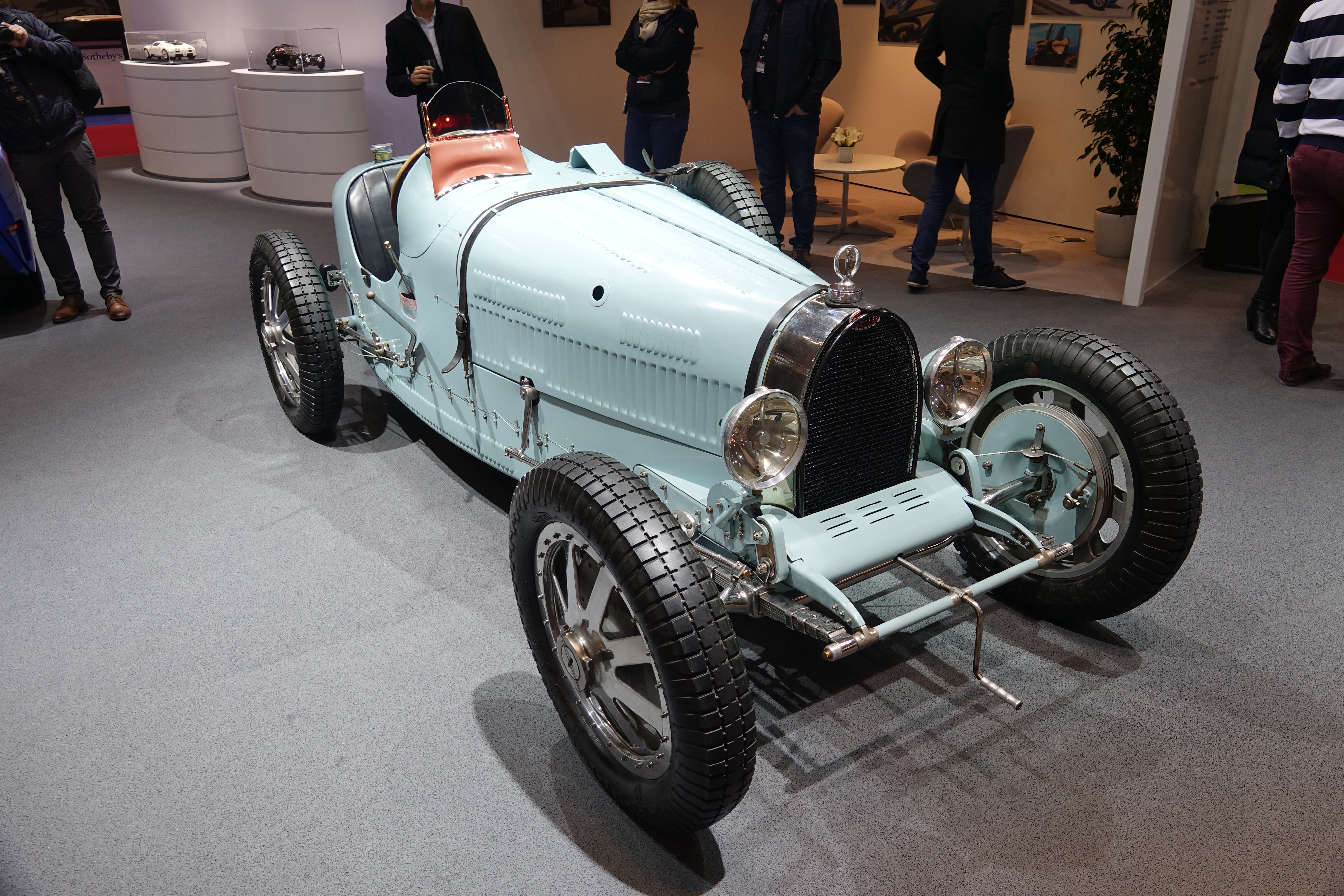
Type 35C
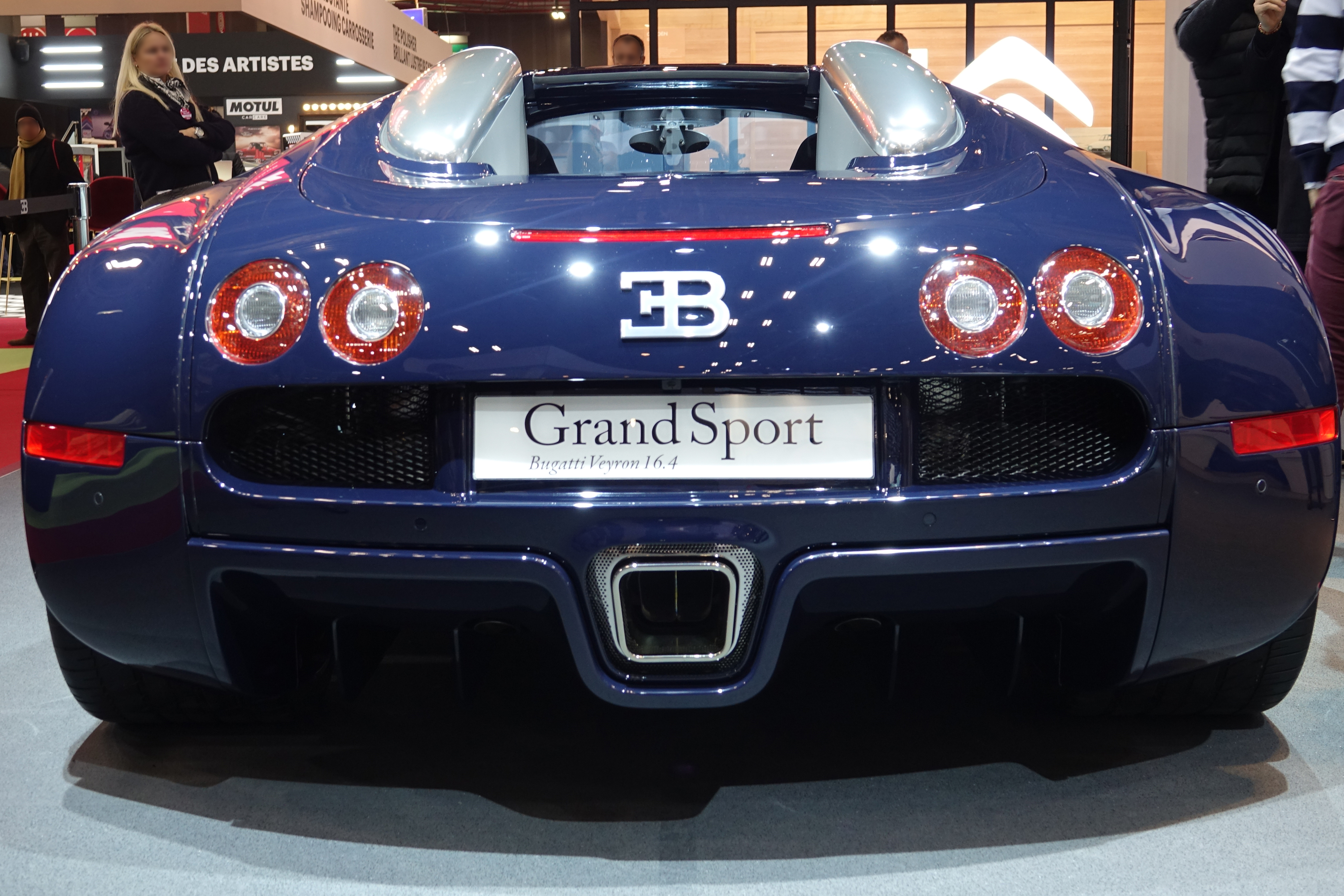
Veyron Grand Sport
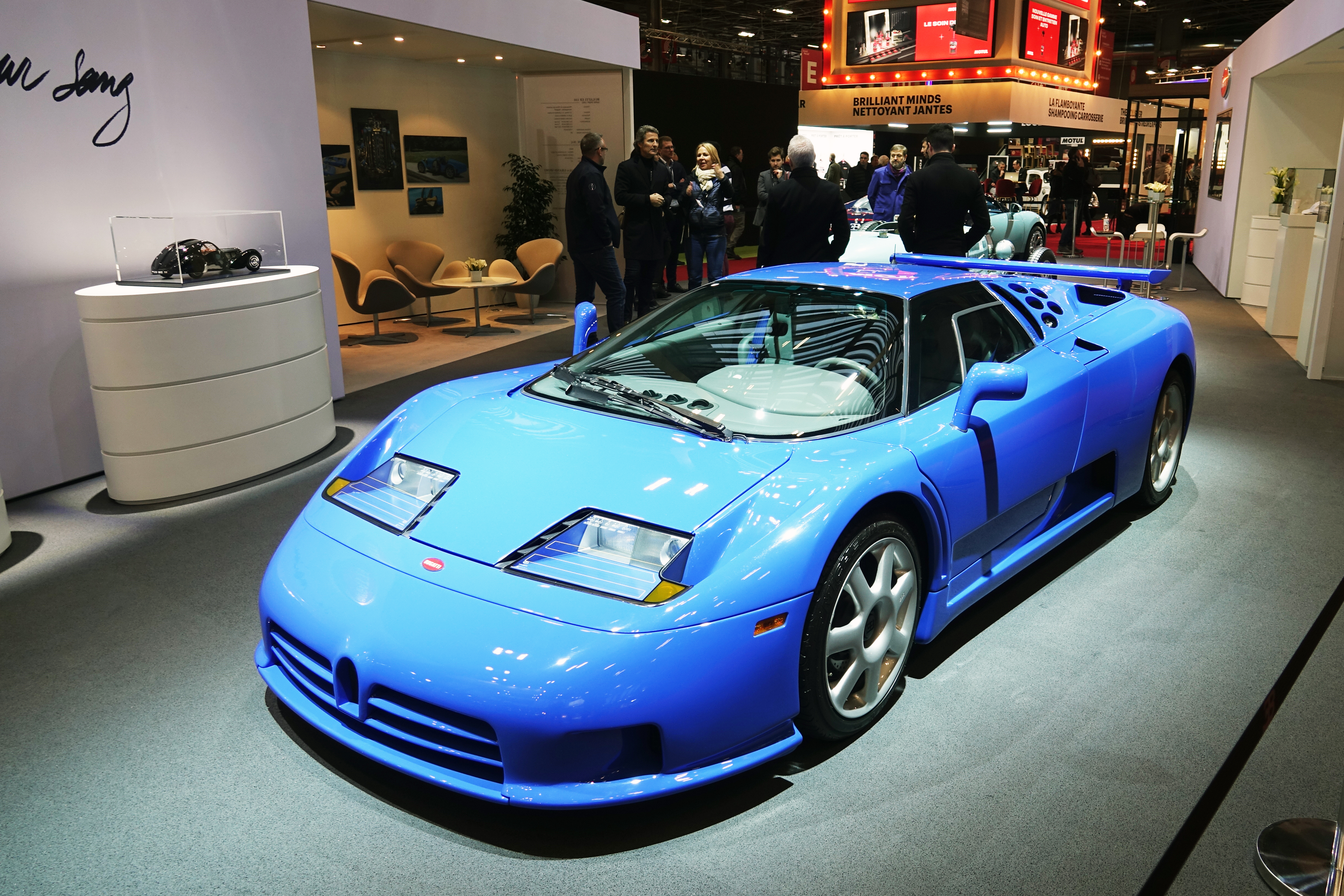
EB110 Super Sport

### Lamborghini

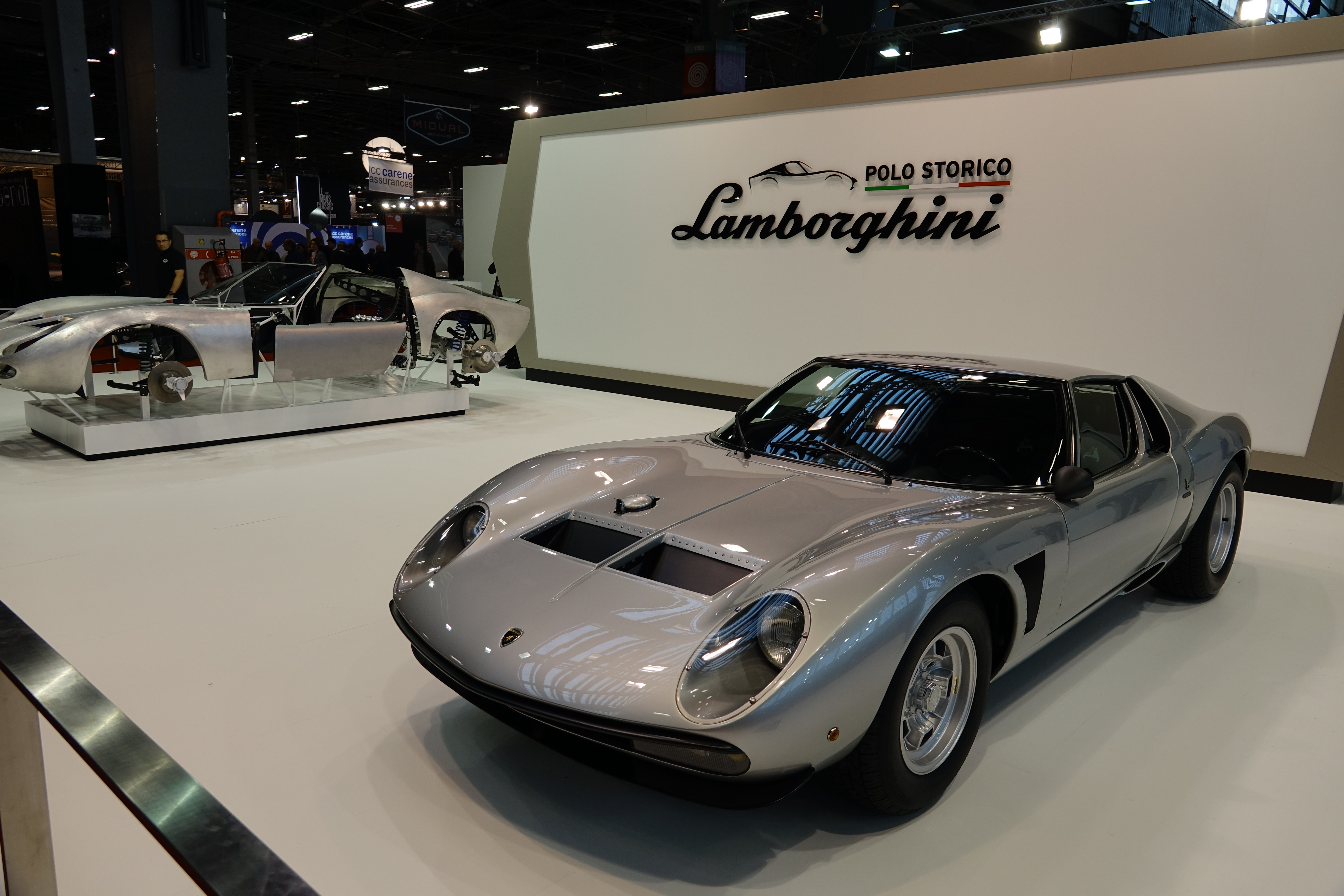
Lamborghini Polo Storico

Le Groupe Schumacher, associé au « Lamborghini Polo Storico », le pôle de restauration d'anciennes du constructeur, expose deux Lamborghini Miura. Lamborghini est aussi représenté par une Lamborghini Veneno Roadster proposée à la vente par Artcurial.

### Renault

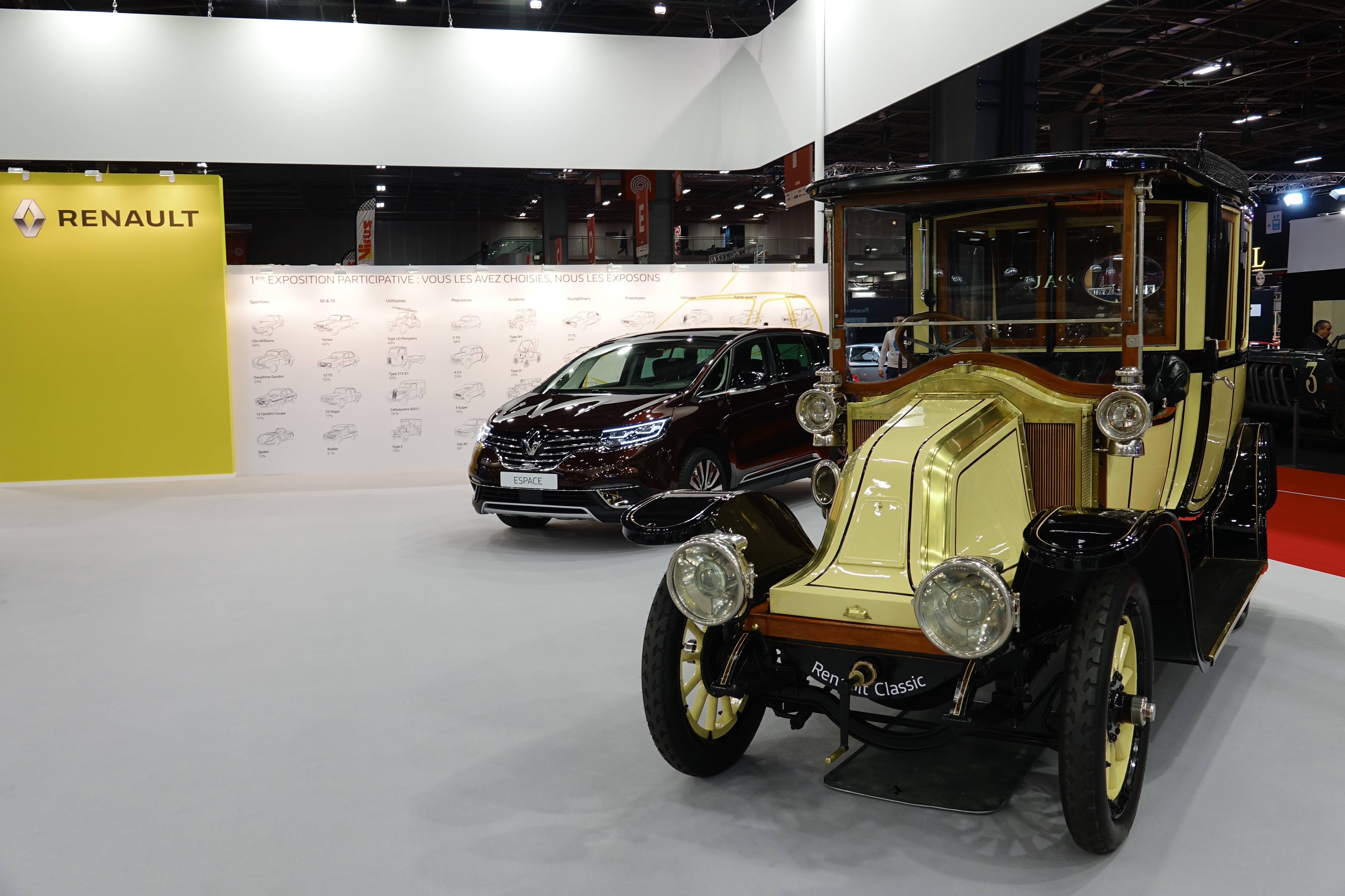
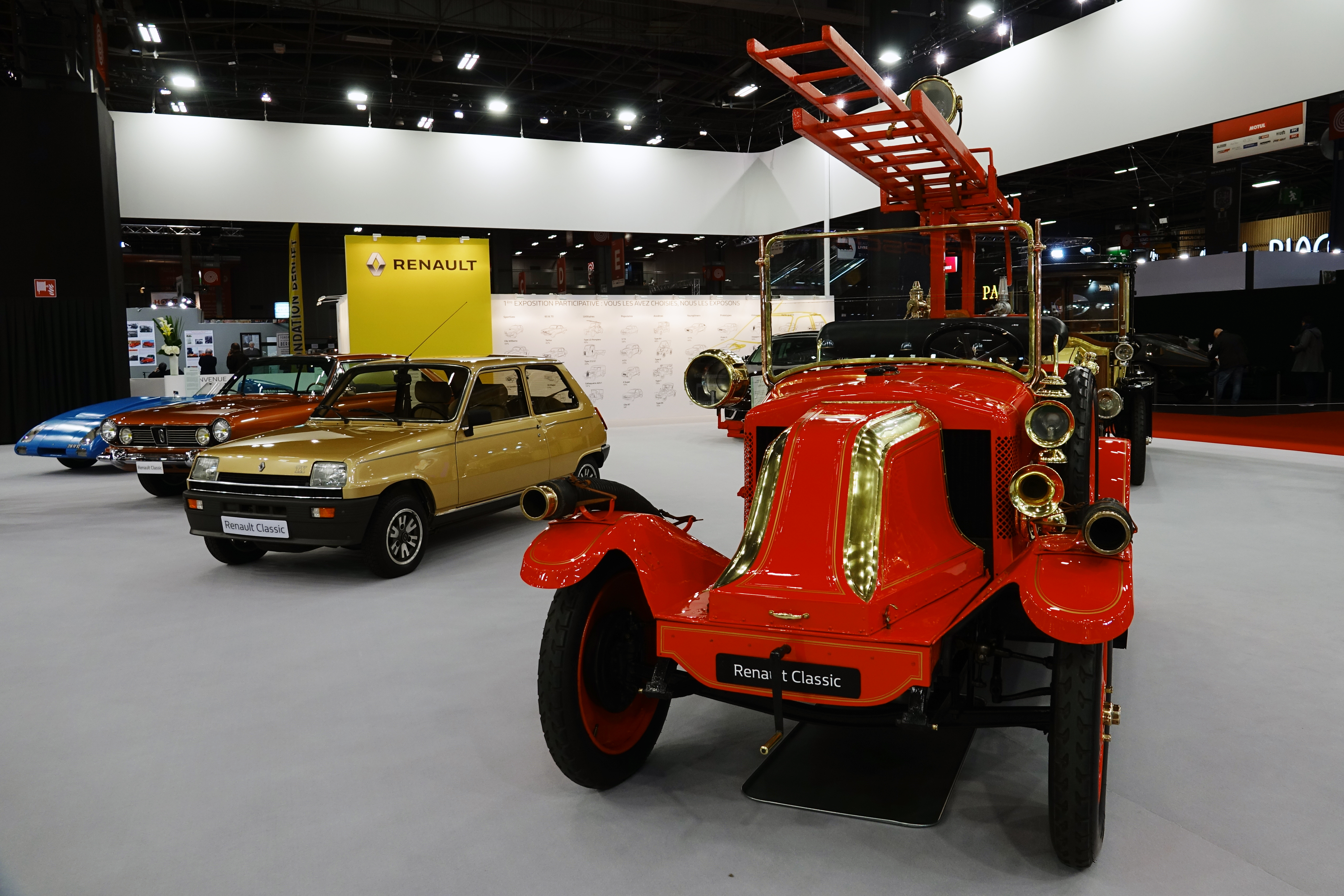
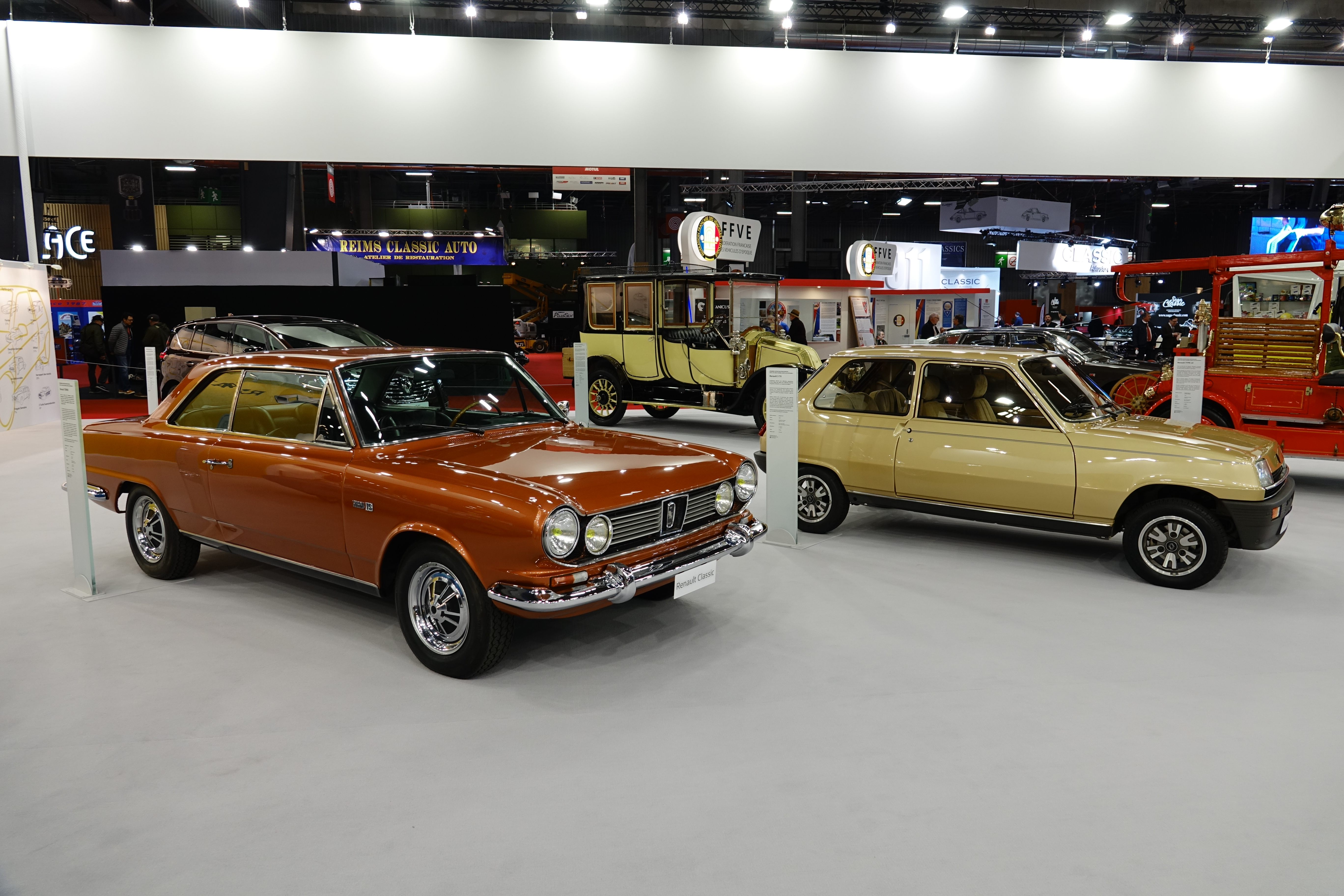
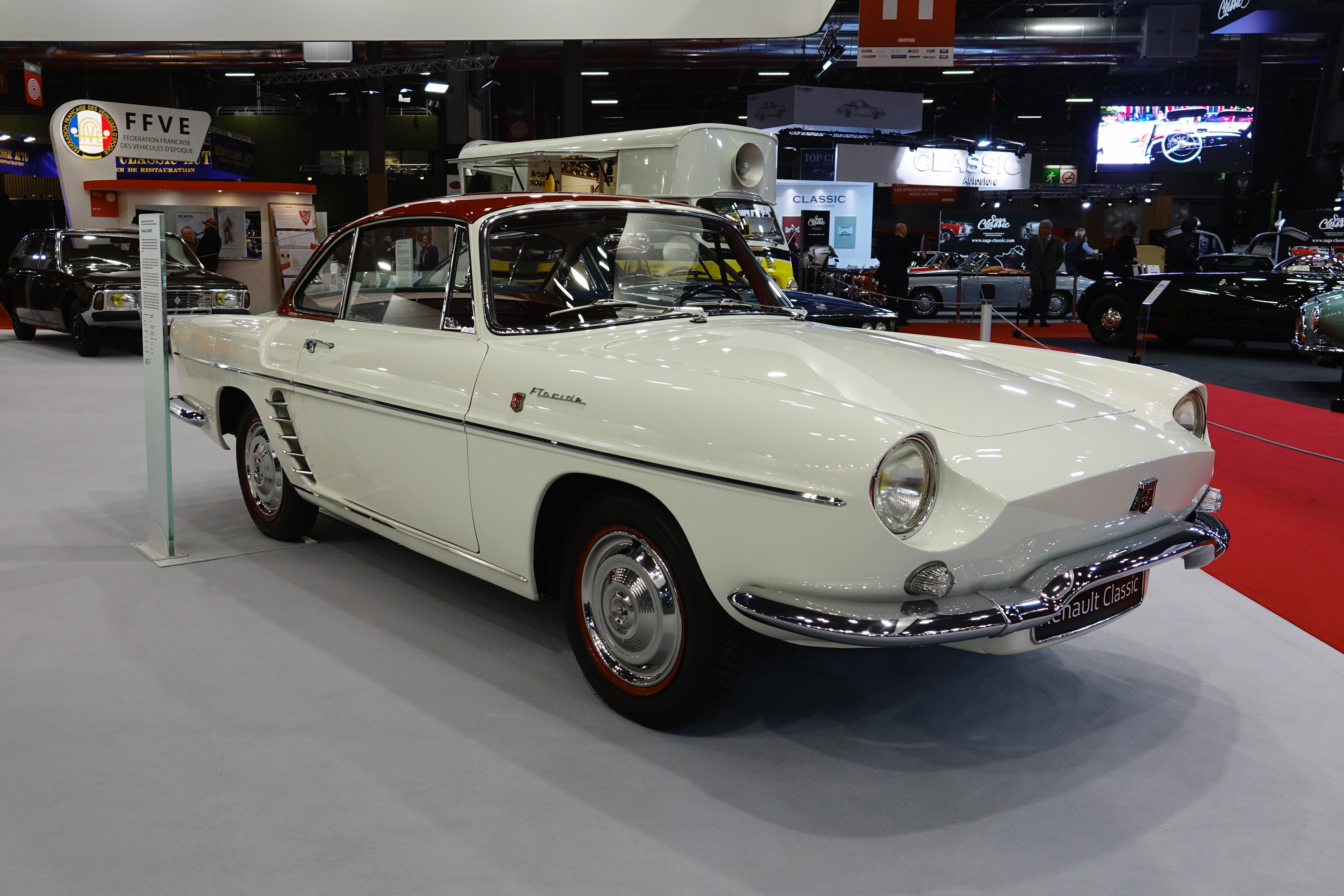

Le constructeur français a fait appel aux internautes pour voter sur les réseaux sociaux afin de sélectionner douze modèles historiques de la marque et les exposer sur son stand. Le résultat offre un panel de modèles de 1909 aux années 1990 avec :
- Renault 12 Abidjan Nice
- Renault Clio Williams
- Renault Torino
- Renault Type LO « Pompier »
- Renault 5 TX
- Renault Type BY
- Renault 17 TL
- Renault Prototype H
- Renault Vivasport Cabriolet
- Renault Floride
- Renault Primaquatre SAPRAR
- Renault Fuego Turbo (modèle USA)

Exposition Renault
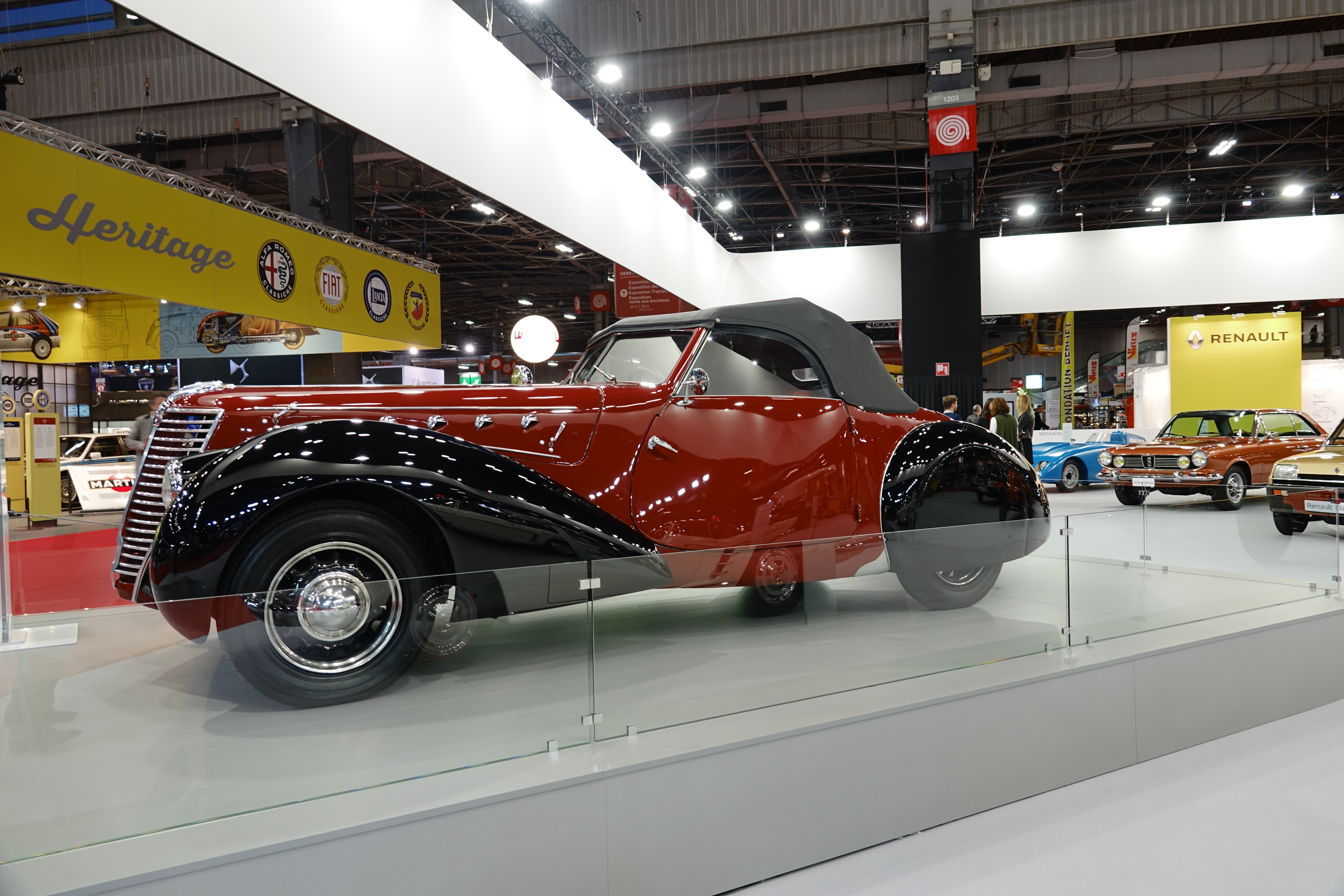
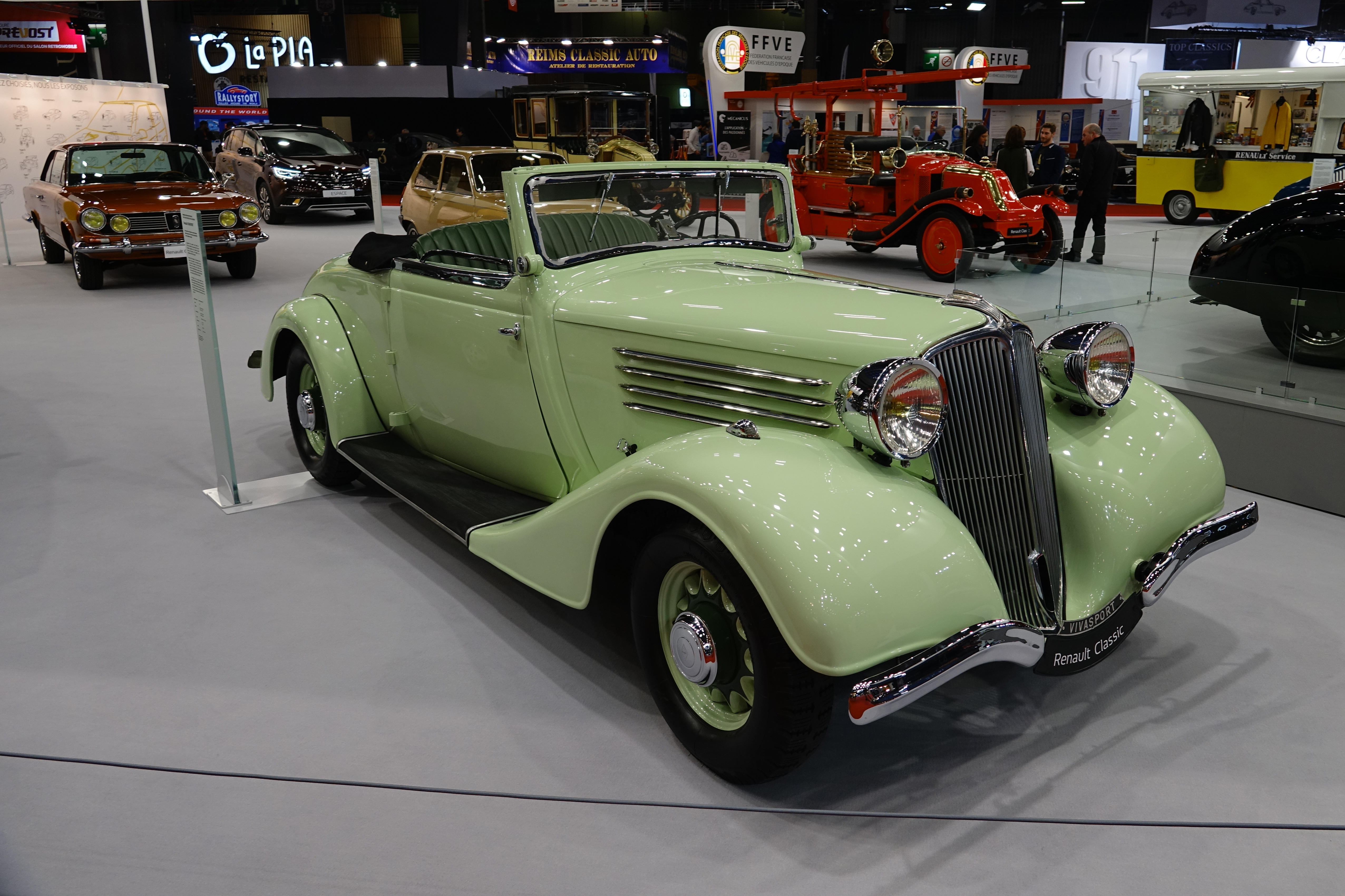
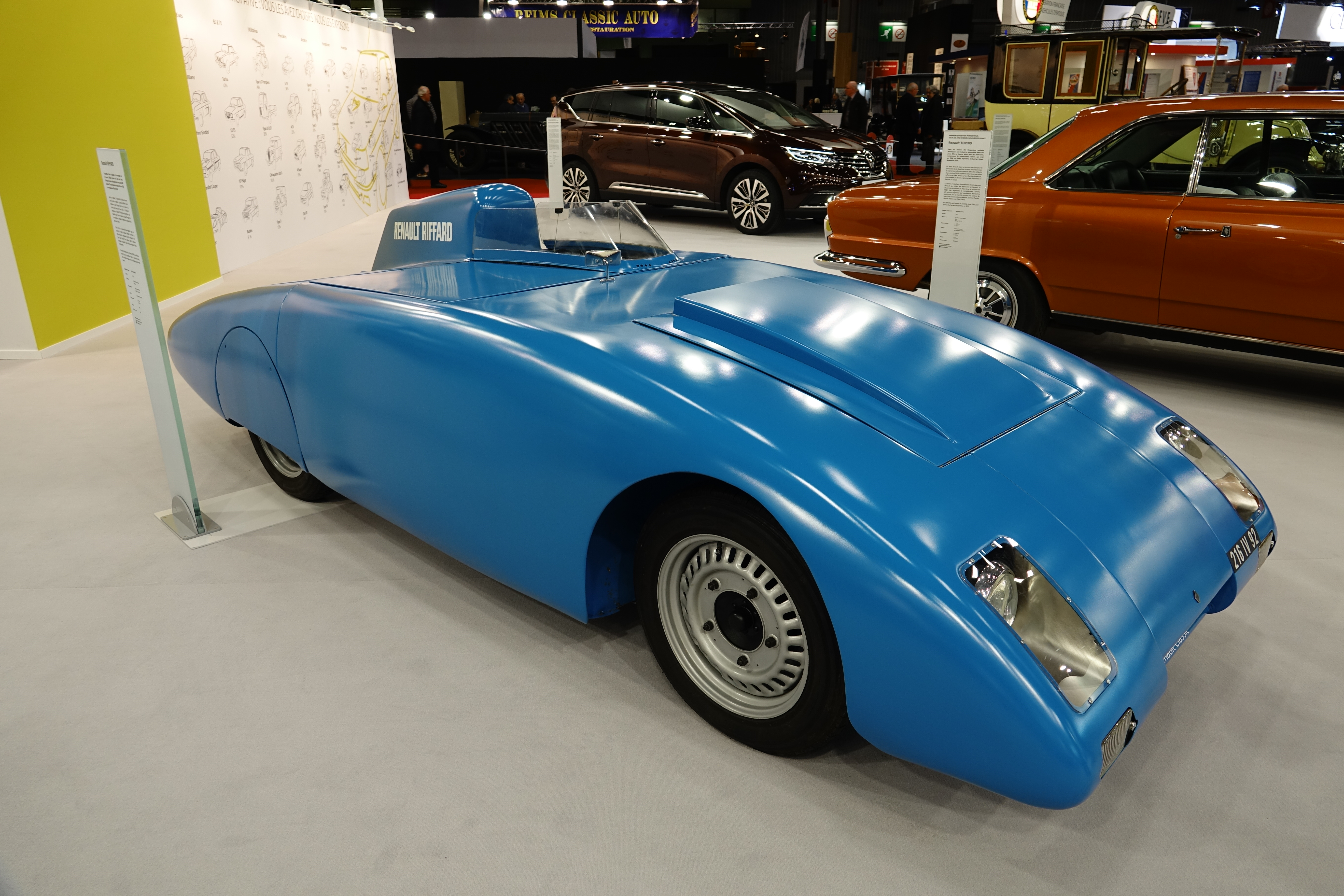

### Porsche

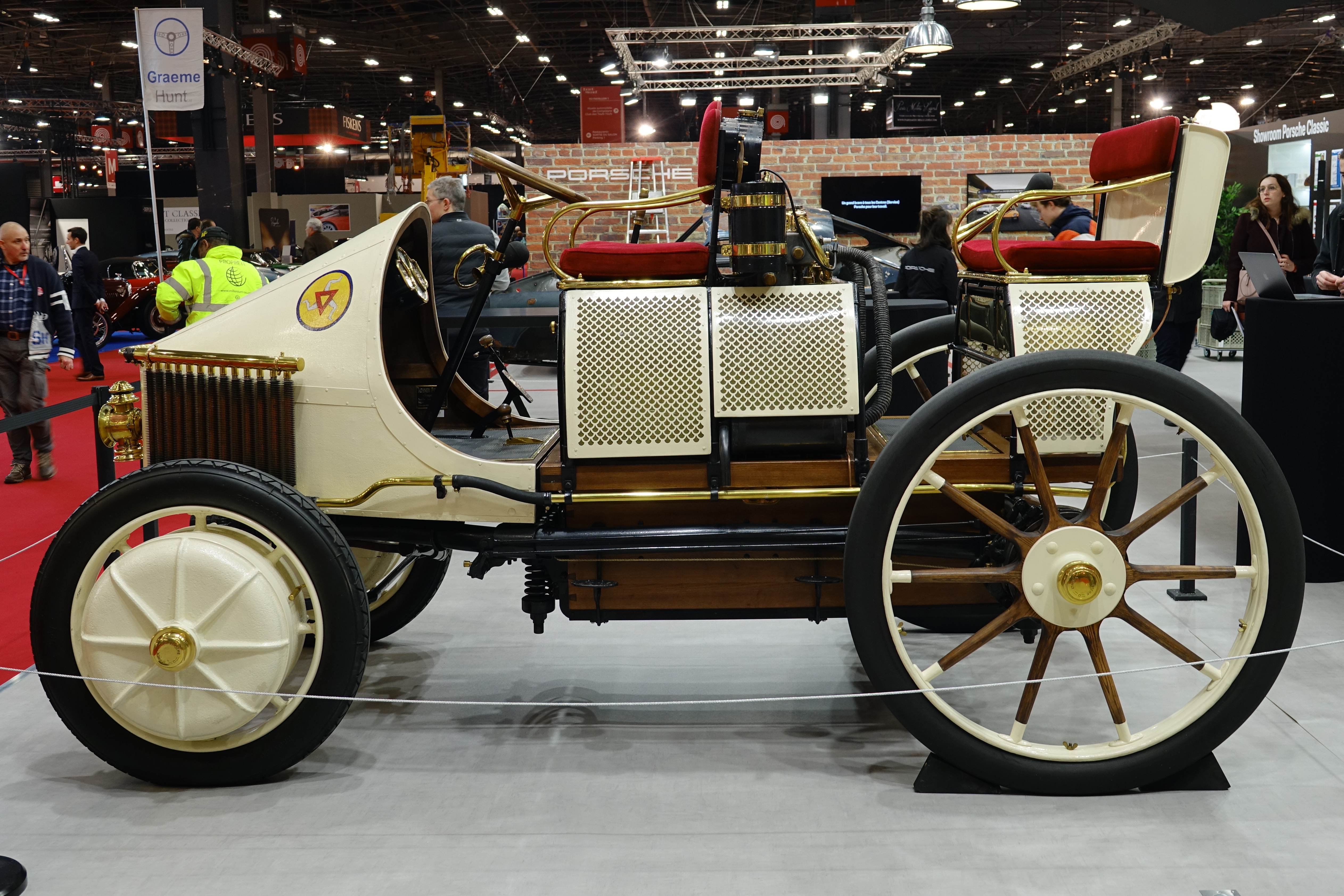
Semper Vivus (1900)

Porsche expose la Lohner-Porsche « Semper Vivus » du Porsche Museum de Stuttgart, première voiture électrifiée (hybride essence) construite par Ferdinand Porsche, aux côtés de la Taycan Turbo, premier modèle de série 100 % électrique du constructeur.

### Peugeot
Peugeot met en avant ses modèles électriques historiques avec notamment :
- la Peugeot VLV (Véhicule Léger de Ville) de 1941 produite à 377 exemplaires de 1941 à 1945 ;
- la 106 Electric de 1996 ;
- le concept-car EX1 de 2010 :
- la e-208 de 2019.

Le constructeur expose autour de sa 208, les 202, 204 et 205 ainsi qu'une 309 GTI et des 404 pour leurs 60e anniversaire.

### Peter Auto

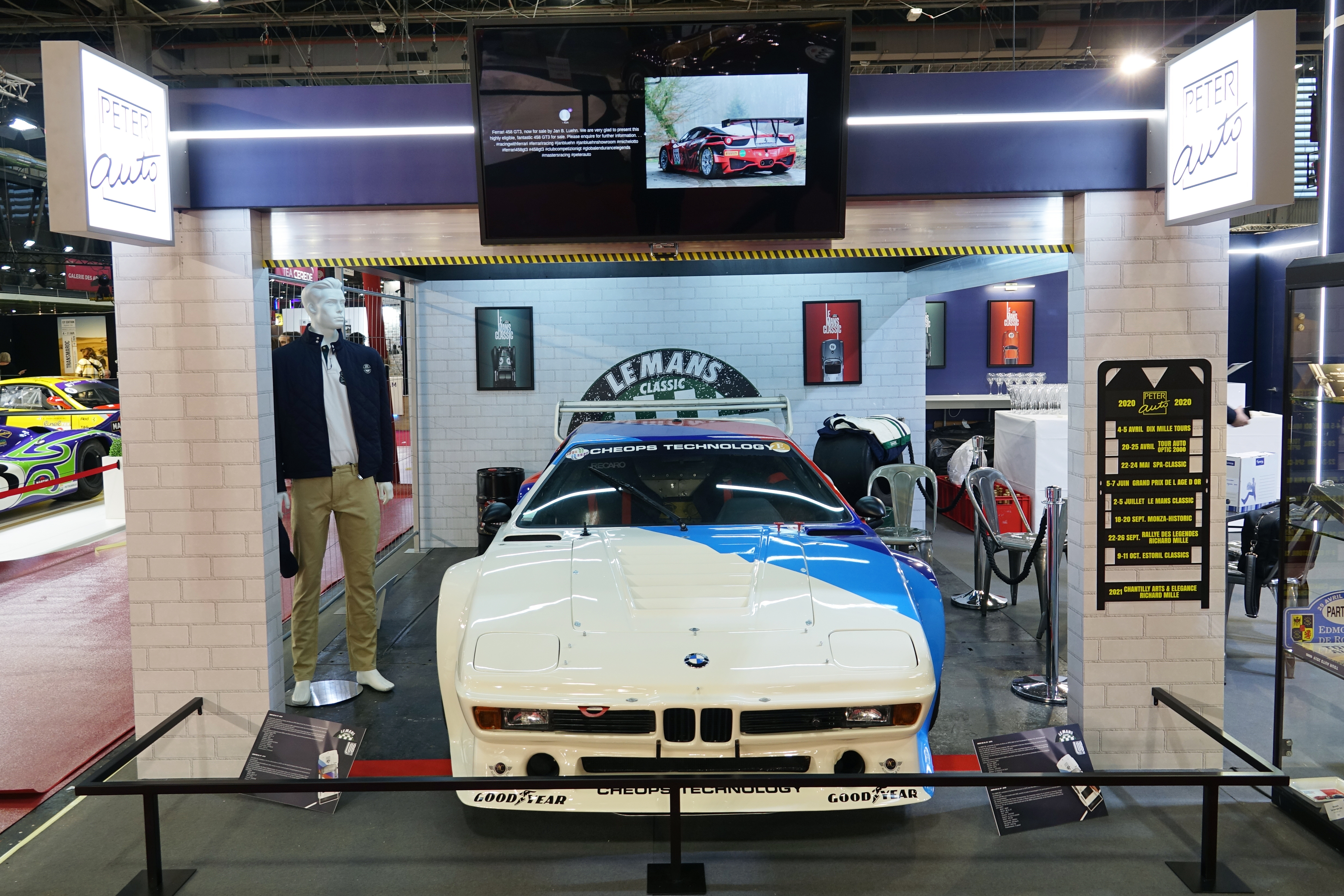
La BMW M1 Group 4 sur le stand

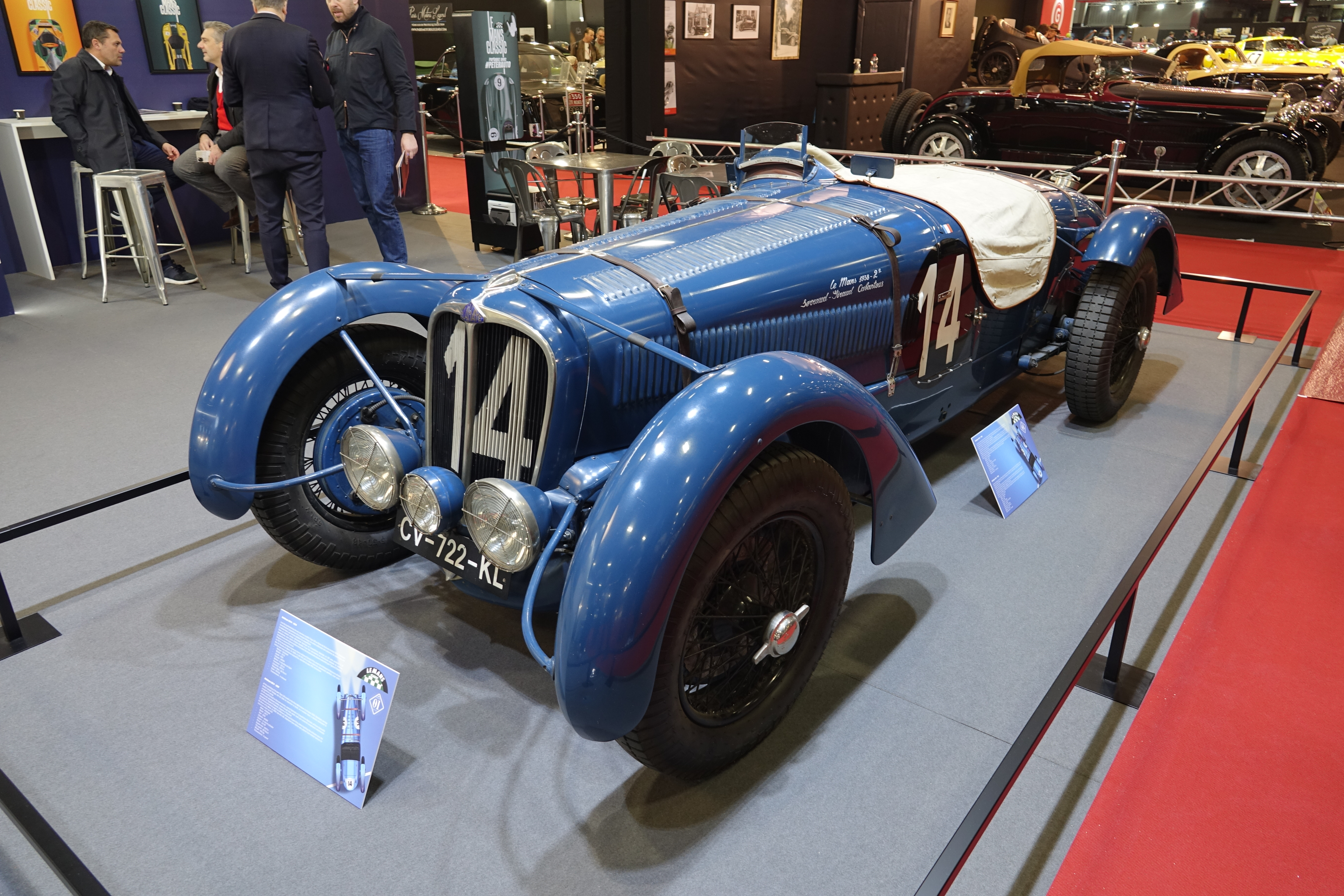
La Delahaye 135S

Peter Auto, organisateur du Tour Auto ou du Le Mans Classic présente une Delahaye 135S (châssis 46084) de 1935 et une BMW M1 Group 4 de 1979.

## Ventes aux enchères

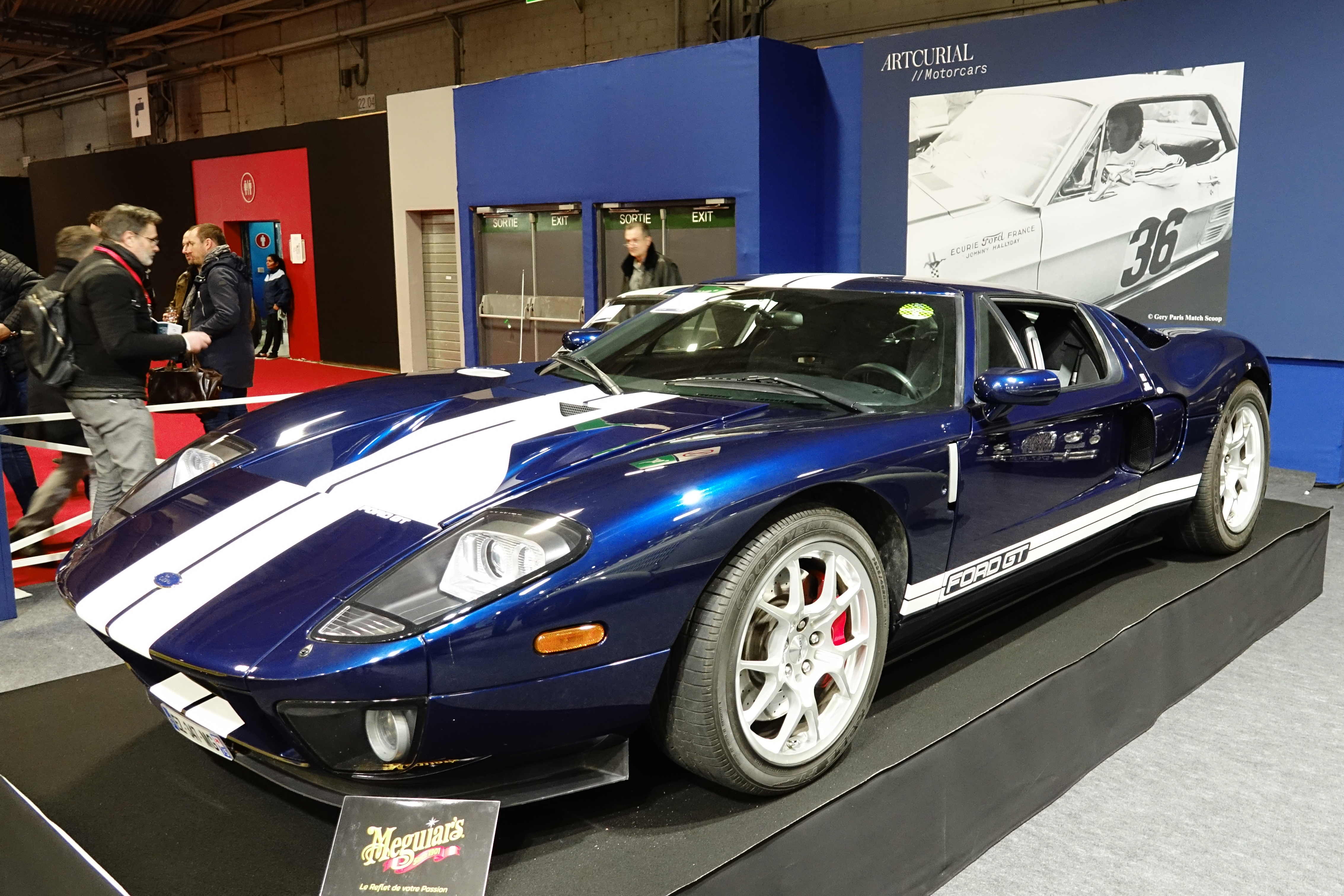
Ford GT40 de Johnny Hallyday

Deux ventes aux enchères ont lieu pendant le salon, la première, le vendredi 7 février est la vente Rétromobile 2020 by Artcurial Motorcars consacrée aux voitures de collection, la seconde, le samedi 8 février, est la vente Flying / Racing / Yachting.
| Modèle                                                 | Année | Adjudication (frais inclus) |
| ------------------------------------------------------ | ----- | --------------------------- |
| Mercedes-Benz 710SS Sport Tourer by Fernandez & Darrin | 1929  | non vendu                   |
| Delahaye 135 Spéciale                                  | 1936  | 893 200 €                   |
| DB HBR4 Coach                                          | 1959  |                             |
| F1 Ferrari 126 C3                                      | 1983  | 1 402 400 €                 |
| Ferrari 275 GTB/6C                                     | 1965  | 2 444 000 €                 |
| Rondeau M378 “Belga”                                   | 1980  | non vendu                   |
| Jaguar XJ220C                                          |       | 904 800 €                   |
| Serenissima 3000SP Prototipo                           |       | non vendu                   |
| Porsche 906                                            |       |                             |
| Ferrari F40                                            | 1991  | 1 083 200 €                 |
| AC Cobra                                               | 1965  | 730 800 €                   |
| Ford Mustang GT 390 Coupé Gr1 (ex-Johnny Hallyday)     | 1967  | 244 400 €                   |